# Мирмекийский саркофаг
Мирмеки́йский саркофа́г — мраморный саркофаг, случайно обнаруженный в 1834 году на античном городище Мирмекий в Крыму, на Керченском полуострове (ныне в черте города Керчь). Саркофаг украшен фигурными рельефами, а также рельефами, несущими функцию декоративного орнамента, имеет крышку с двумя скульптурными изображениями мужчины и женщины. Благодаря поиску аналогий на других античных саркофагах установлено, что рельефы содержат сцены из жизни героя древнегреческих мифов Ахилла, однако по вопросу трактовки отдельных изображений и всей совокупности рельефов мирмекийского саркофага в научной литературе встречаются разные мнения. Памятник относится к группе древнеримских саркофагов с возлежащими фигурами (тип так называемых саркофагов с кариатидами). Он был произведён в Аттике, вероятно, в 180—190-х годах нашей эры.
Саркофаг был найден при строительных работах на Карантинном мысу в большом помещении скальной гробницы, по одной версии — в её дромосе, по другой — в главной погребальной камере многокамерного склепа. Погребальный комплекс был окружён массивной стеной из рустованного камня, возможно, служившей крепидой кургана. Местоположение, масштабность сооружения и богатство самого саркофага позволяют предполагать, что он был использован при погребении члена правящей в Боспорском царстве (куда в то время входил Мирмекий) династии Тибериев Юлиев. Не исключено, что это была гробница кого-либо из боспорских династов — правивших под покровительством Римской империи царей Реметалка I (131/132—153/154) или Евпатора (153/154—171/174).
К моменту обнаружения саркофаг уже был сильно повреждён, вероятно — разбит расхитителями гробниц, вандалами или средневековыми строителями. Благодаря стараниям директора Керченского музея древностей А. Б. Ашика обломки были собраны. Некоторое время они находились в музее в Керчи, пока в 1851 году не были переправлены в Санкт-Петербург, в Государственный Эрмитаж, где саркофаг из Мирмекия остаётся и по сей день, являясь жемчужиной античной коллекции.
Мирмекийский саркофаг изучается российскими и западноевропейскими учёными с середины XIX века, важные шаги в его изучении были сделаны К. Робертом в конце XIX века, а также исследователями второй половины XX века. Работы, посвящённые саркофагу, продолжают выходить и в XXI веке. Мирмекийский саркофаг является наиболее крупным и наиболее богато украшенным, с многофигурными рельефными композициями, каменным саркофагом из числа обнаруженных в Северном Причерноморье за всю историю раскопок в этом регионе, единственным саркофагом подобного типа, найденным на территории бывшего СССР.

## История обнаружения и изучения

### Находка

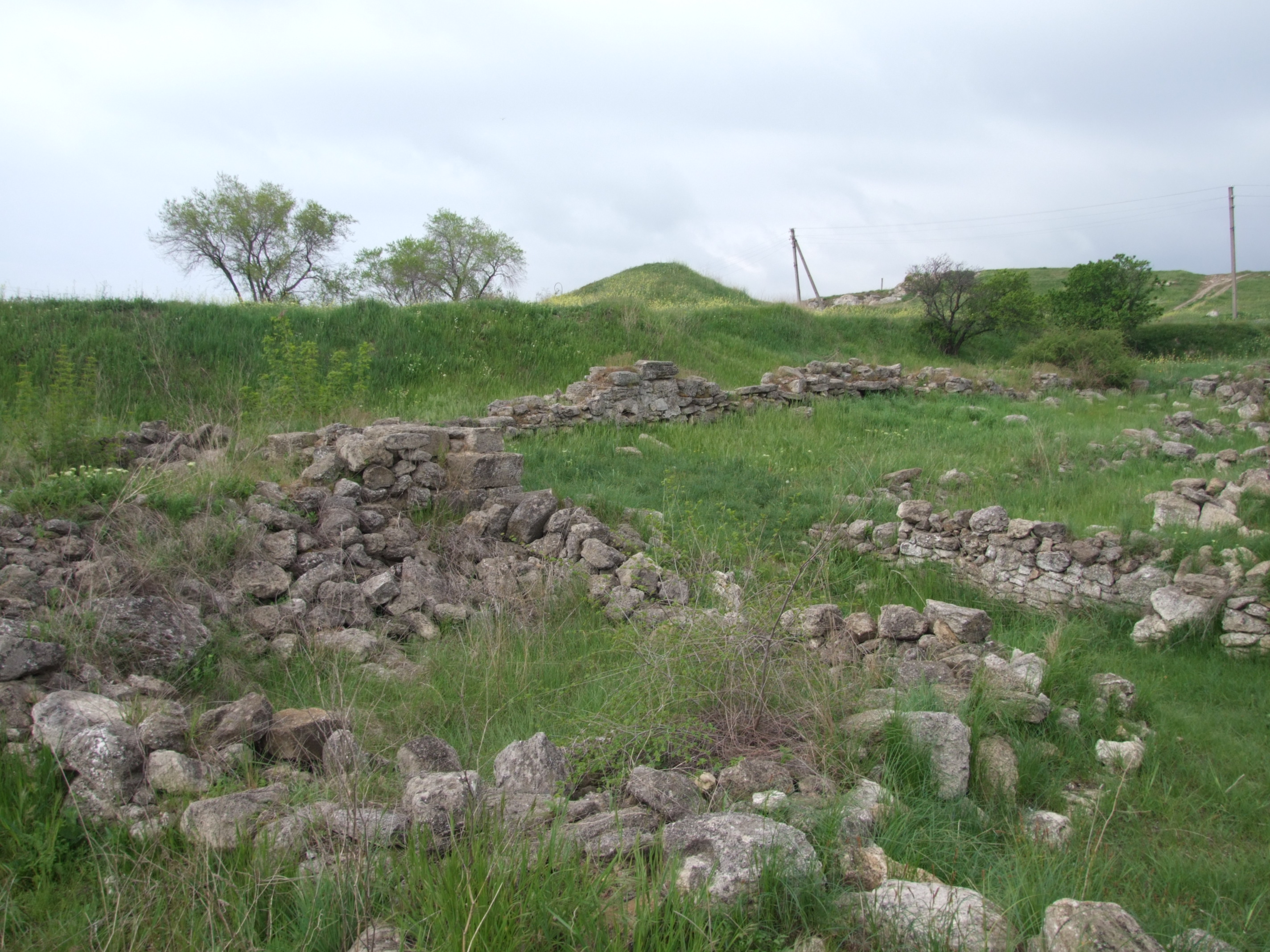
Городище Мирмекий в наши дни

Античное городище Мирмекий находится в восточной части Крыма, на Керченском полуострове, и на сегодня входит в границы Керчи. Древний город располагался на скале на территории современного мыса Карантинный в Керченской бухте, на берегу Керченского пролива Азовского моря. Впервые развалины поселения с упомянутым у Страбона городом Мирмекий в окрестностях Пантикапея сопоставил пионер керченской археологии П. Дюбрюкс в 1820 году. Вместе с И. А. Стемпковским им был составлен план городища. Уже в «Путешествии по Тавриде в 1820 году» И. М. Муравьёва-Апостола (книга издана в 1823 году) остатки города на берегу моря вполне определённо названы Мирмекием. В 1828—1833 годах П. Дюбрюкс составил описание древних развалин Керченского полуострова, где в том числе описал и городище Мирмекий. На основе плана Дюбрюкса свой план поселения создал И. П. Бларамберг.
В конце 1820-х и начале 1830-х годов на будущем Карантинном мысу был построен керченский портовый карантин, который, собственно, и дал название этому участку берега (так называемый Новый Карантин, чтобы отличать его от располагавшегося к югу от Керчи Старого Карантина). Строительство первоначально велось на территории акрополя Мирмекия, затем также и на самом городище. И. П. Бларамберг писал, что Новый Карантин был устроен «на погребальных местах» древнего города.

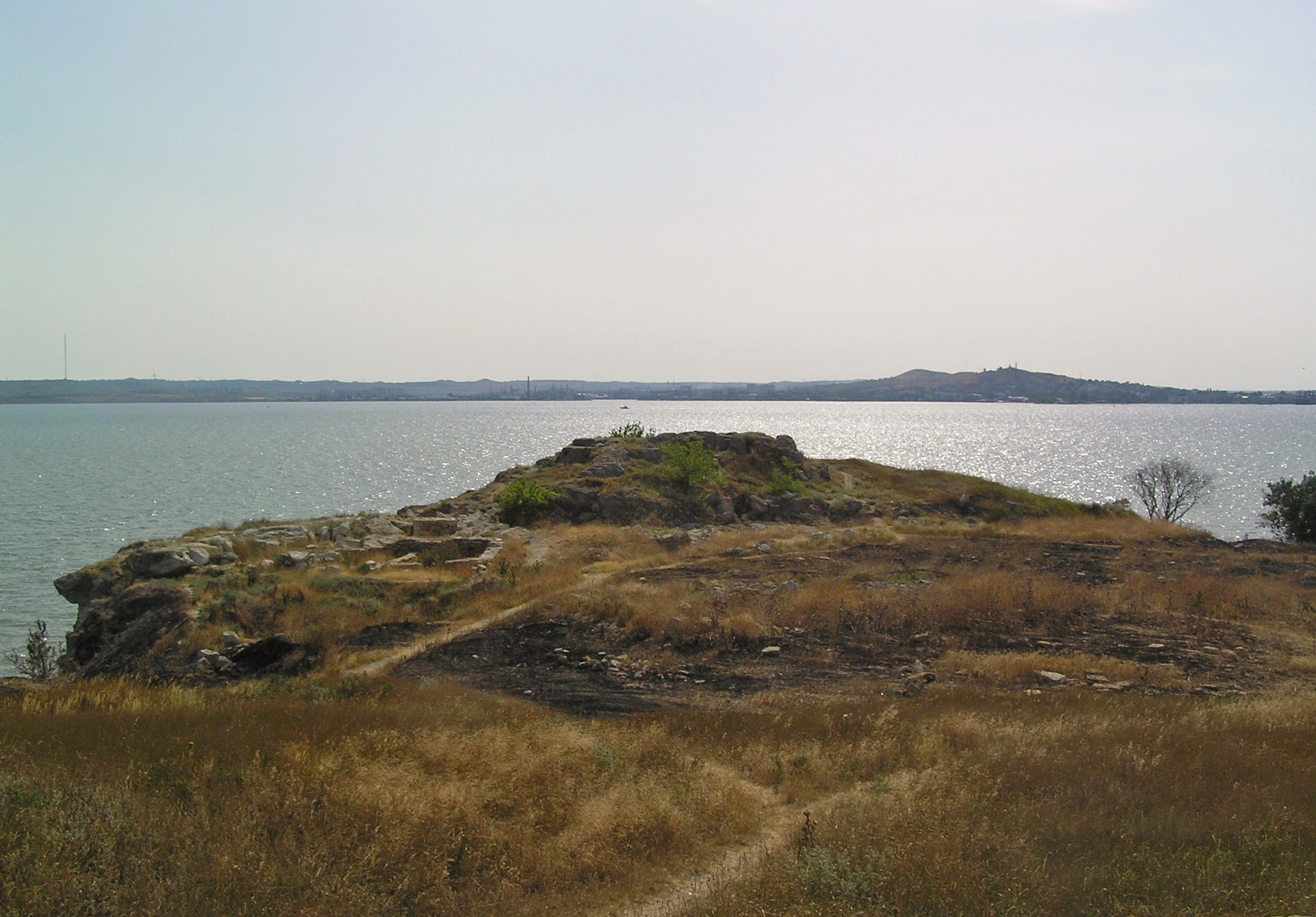
Карантинный мыс, акрополь античного Мирмекия

Весной 1834 года матросы карантинной стражи Керченского порта занимались переносом флагштока в центр расположенного на самом мысу круглого сооружения — «циклопической постройки», имевшей в диаметре 8 саженей, по сообщению Дюбрюкса. При забивании шеста в землю под поверхностью обнаружилась большая полость, которая представляла собой вырубленный в скале мирмекийского акрополя двухкамерный (согласно данным того времени) склеп. Гробницу осмотрел директор Керченского музея древностей А. Б. Ашик. По его описанию, на глубине около 1,5 саженей в двух «погребах» находилось два саркофага паросского мрамора (по одному в каждой камере). Один из них, весьма значительных размеров, был богато украшен рельефами и изваяниями, второй был сравнительно небольшим и с очень скромной отделкой.
По мнению Ашика, гробница была разграблена, оба саркофага были сильно повреждены (возможно, в результате вандализма). Большой саркофаг, фактически, был разбит на несколько частей, многих фрагментов недоставало. Впоследствии при обследовании склепа Ашиком было собрано некоторое количество небольших его обломков. Швейцарский путешественник Ф. Дюбуа де Монпере, побывавший в Керчи в 1834 году, вскоре после обнаружения гробницы, писал, что грабители, вероятно, пытались вытащить саркофаг с рельефами наружу, однако не смогли этого сделать из-за его веса и размеров и бросили его в разбитом виде недалеко от входа в первую камеру склепа.
В 1834 году саркофаги, найденные на акрополе Мирмекия, были подробно описаны Дюбрюксом. Вероятно, сразу после находки большой саркофаг поступил в коллекцию Керченского музея древностей. Судьба второго саркофага неизвестна. По состоянию на 1848 год краткое описание саркофага с рельефами было помещено в рукописном каталоге музея. Этот каталог был отослан в Санкт-Петербург, в Министерство императорского двора, и был передан начальнику Первого отделения Императорского Эрмитажа Ф. А. Жиллю, чтобы он выбрал из экспонатов керченского музея предметы для собрания строившегося Нового Эрмитажа. В октябре 1851 года мирмекийский саркофаг (в двух частях и отдельно мелкие обломки) и другие вещи из музея в Керчи были перевезены в Петербург. Памятник отреставрировали, однако экспонирован он был не полностью (некоторые наиболее сильно повреждённые фрагменты хранились отдельно). С того времени и до сегодняшнего дня мирмекийский саркофаг находится в отделе Античного мира Эрмитажа.

### Изучение

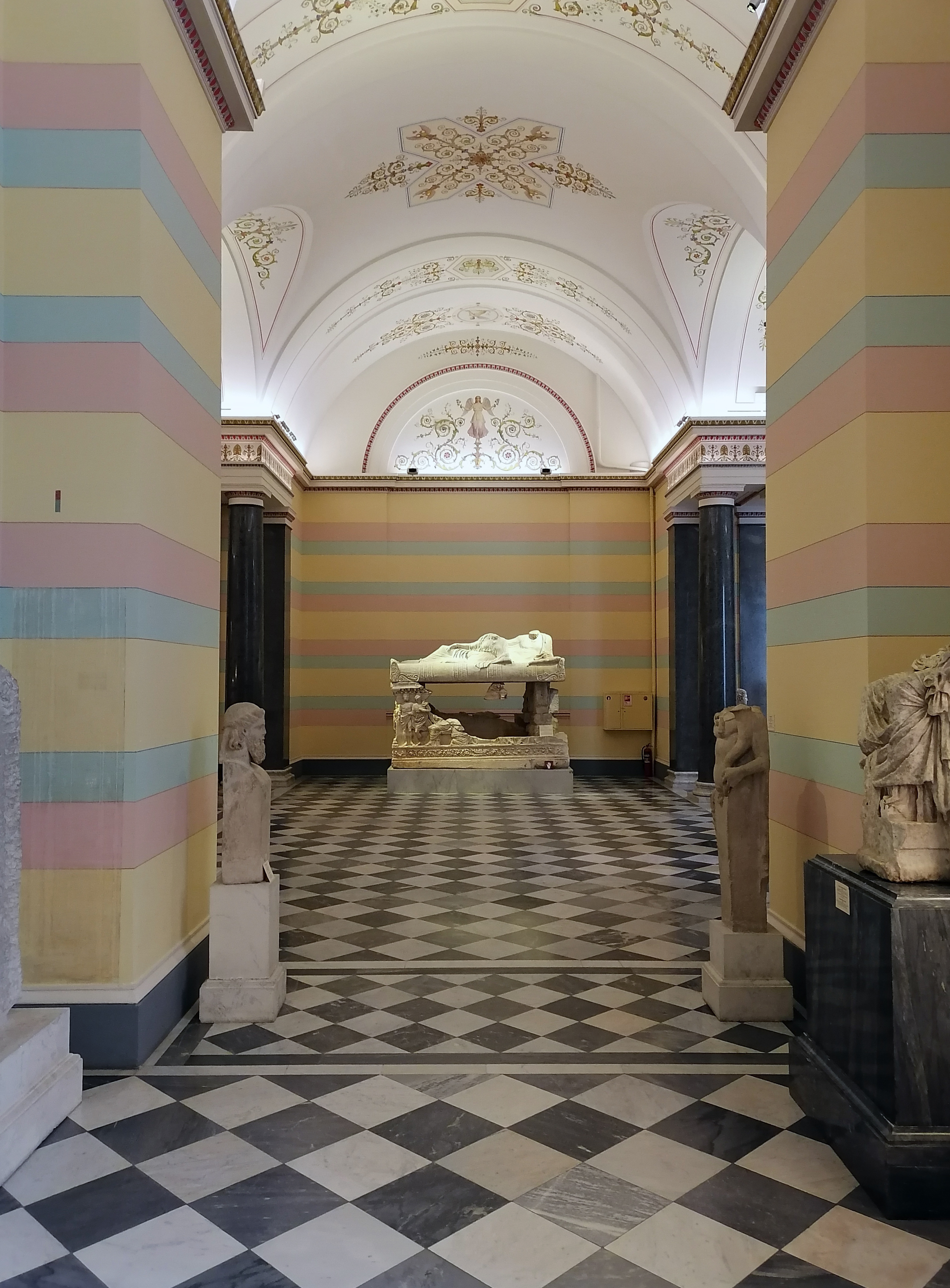
Зал 115 Нового Эрмитажа с выставленным саркофагом

В первые десятилетия после обнаружения саркофаг из Мирмекия привлёк к себе некоторое внимание исследователей. Рукопись донесения Поля Дюбрюкса «Подробное описание саркофагов, недавно открытых в акрополе Мирмекия», написанная на французском языке, оставалась не переведённой и не опубликованной на русском языке до 2010 года, однако в 1848—1849 годах в своей монографии о палеографических и надгробных памятниках и расписных вазах Боспорского царства, вышедшей в трёх частях в Одессе, о находке гробницы и рельефах мирмекийского саркофага писал Антон Ашик. В 1853 году в двух выпусках петербургской «Северной пчелы» свою версию принадлежности гробницы одному из царей Боспора и трактовку рельефов саркофага предложил Михаил Бларамберг, сын первого директора Керченского музея древностей И. П. Бларамберга (это был отрывок из его сочинения о пребывании скифов, греков и римлян на территории будущей Новороссии).

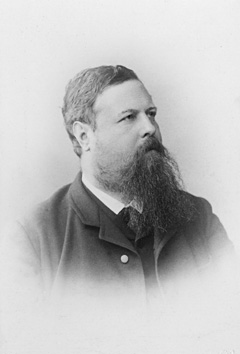
Карл Роберт

Принципиально новый этап в изучении мирмекийского саркофага начался с визита в Петербург в 1884 году немецкого археолога Карла Роберта, который при содействии старшего хранителя Отделения древностей Г. Е. Кизерицкого осмотрел саркофаг в Эрмитаже. В том же году он выступил на заседании Археологического общества Берлина с отчётом о своей поездке, в котором впервые убедительно обосновал связь сюжетов, представленных на саркофаге, с эпизодами из древнегреческих мифов об Ахилле. К. Роберт являлся руководителем инициированного О. Яном немецкого научного проекта «Античные рельефы на саркофагах» по созданию наиболее полного корпуса рельефов, представленных на саркофагах эпохи античности. Первый изданный том этого корпуса, выпущенный в свет под авторством Роберта в 1890 году (в тематической структуре проекта, однако, это был второй том, посвящённый тому, как на саркофагах греческого и римского времени представлены мифологические циклы), содержал в том числе и подробное описание эрмитажного саркофага, найденного в Мирмекии. В подготовке материалов по мирмекийскому саркофагу Роберту в качестве переводчика помогал В. А. Шеффер. Ученик К. Роберта Г. Роденвальдт в 1930 году впервые охарактеризовал мирмекийский саркофаг как произведённый в Аттике.
В работах советских авторов первой половины — середины XX века саркофаг из Мирмекия упоминался достаточно часто, как правило — в качестве выдающегося образца привозных изделий на Боспоре. Его упоминали в своих трудах директор Керченского историко-археологического музея Ю. Ю. Марти, специалисты по археологии Боспорского царства В. Ф. Гайдукевич и В. Д. Блаватский и другие. Вместе с тем вопрос с обоснованием места изготовления памятника и вопрос с его датировкой оставались открытыми, высказывалась даже позиция, что «специальному изучению» саркофаг не подвергался и потому остаётся, по сути дела, «неизученным памятником». Во второй половине XX века вышеперечисленные темы разрабатывали И. И. Саверкина, а вслед за нею — Г. Кох (с 1989 года — соредактор по-прежнему реализуемого проекта «Античные рельефы на саркофагах») и Г. Зихтерманн, С. Рогге. Было установлено, что саркофаг действительно происходит из Аттики, где он был изготовлен, возможно, в 180—190-х годах нашей эры. Рельефы мирмекийского саркофага в конце XX века рассматривал, в частности, австрийский исследователь Э. Рудольф.
По состоянию на начало XXI века констатируется, что саркофаг «очень хорошо изучен», однако исследования, посвящённые ему, продолжают выходить и в новом тысячелетии. Прежде всего, это работы Ю. А. Виноградова. В рамках развития успехов, достигнутых в анализе рельефов, в новых исследованиях предлагается рассмотрение саркофага как целостного произведения искусства, сосредоточенного на посмертной судьбе человека. Пристальное внимание также было обращено на изучение контекста, в котором был найден саркофаг, — гробницы на Карантинном мысу (работы А. М. Бутягина, Ю. А. Виноградова, П.-А. Кройца, опирающиеся преимущественно на раскопки В. Ф. Гайдукевича, проведённые в 1934 году).
Мирмекийский саркофаг — самый большой и наиболее богато орнаментированный мраморный саркофаг среди всех, обнаруженных в Северном Причерноморье за два века раскопок в этом регионе. Это единственный мраморный саркофаг с многофигурными рельефными композициями, найденный на территории бывшего СССР. По некоторым данным, это самый крупный мраморный саркофаг с рельефными изображениями в коллекции Эрмитажа.

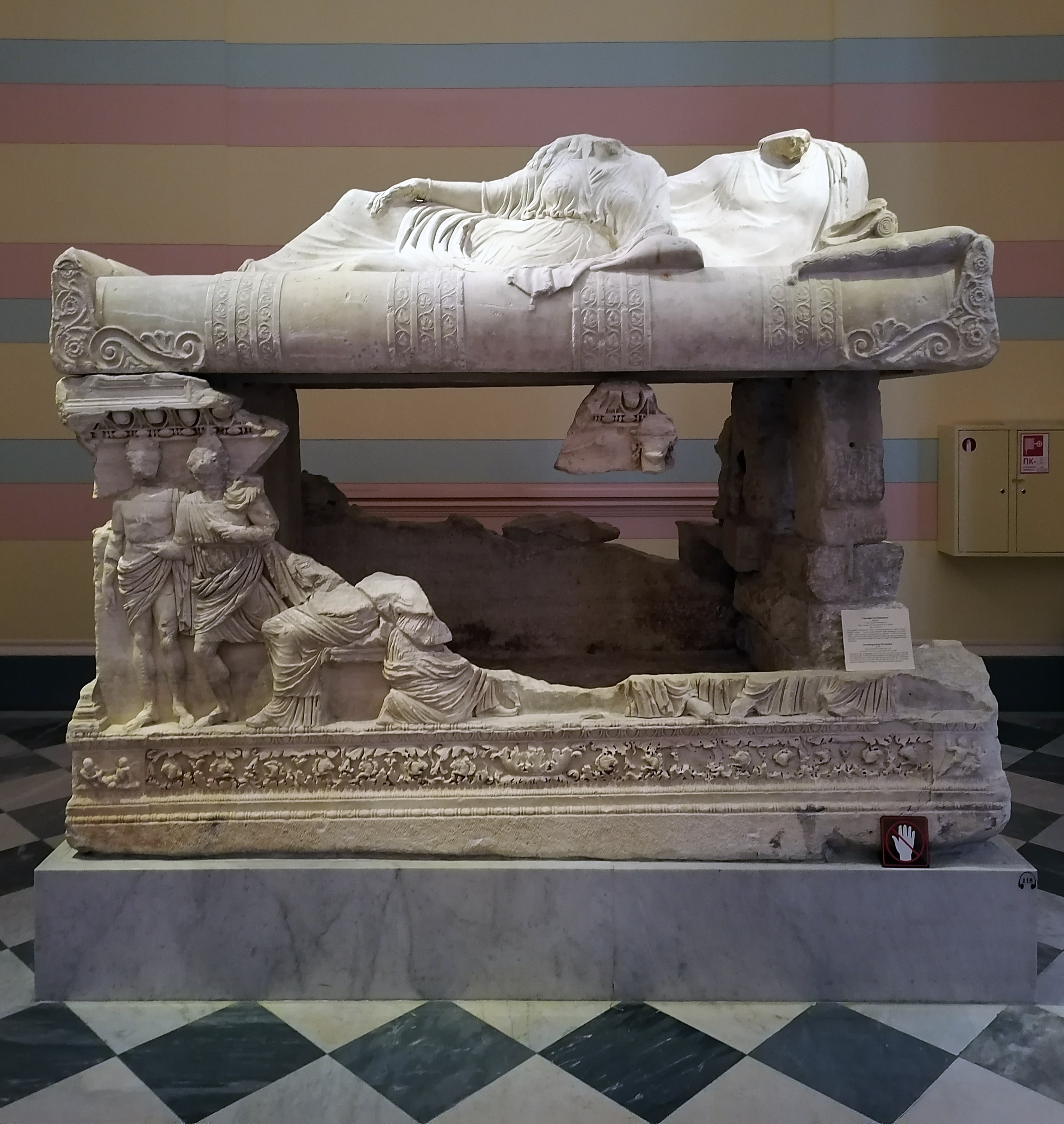
Саркофаг спереди: в центре хорошо виден как бы висящий в воздухе обломок с головой человека и раструбом трубы

В Государственном Эрмитаже мирмекийский саркофаг является частью постоянной экспозиции античных древностей Северного Причерноморья конца VII века до нашей эры — III века нашей эры и находится в зале 115 Нового Эрмитажа. В 2000-х годах при проведении ремонта в зале и реэкспозиции экспонат был отреставрирован: мрамор был отмыт от многолетнего поверхностного загрязнения, внутри была убрана часть неаутентичных добавлений XIX века, к лицевой части саркофага был добавлен хранившийся отдельно обломок с головой Ахилла и боевой трубой. В декабре 2009 года постоянная экспозиция «Культура и искусство Северного Причерноморья» была открыта вновь. В научных работах подчёркивается значимость саркофага для античного собрания Эрмитажа, в эрмитажной научно-популярной литературе этот памятник искусства называется одной из жемчужин коллекции музея, характеризуется как выдающийся образец искусства скульптурного рельефа и надгробной пластики.

## Рельефы и скульптуры саркофага

### Описание саркофага
Мирмекийский саркофаг состоит из крышки и ящика. Он имеет следующие размеры: длина у основания — 2,68 м, ширина — 1,19 м, высота, вместе с крышкой, но без фигур на крышке — 1,6 м, высота фигур рельефа на стенках — 0,8 м, общая высота — 211,5 см. Ящик имеет высокий цоколь и с четырёх сторон украшен многофигурными рельефами, причём они скомпонованы в четыре самостоятельных замкнутых композиции на каждой из сторон ящика. Рельеф саркофага, таким образом, не является сплошным. Ограничителями четырёх композиций являются угловые фигуры. На задней стороне это кариатиды, спереди — небольшая колонна со сфинксом и герма. Угловые фигуры выполняют архитектоническую функцию, так как представляют собой как бы ножки для крышки саркофага. Отдельные фигуры рельефов не выступают достаточно сильно за пределы плоского фона и никак не выделяются.

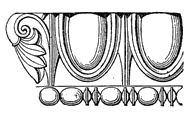
Овы (сверху) и жемчужник (снизу) в словаре Мейера

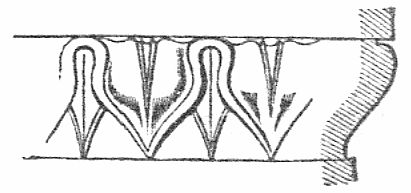
Киматий в словаре Мейера

Орнамент цоколя достаточно богат. Снизу протянулись полосы жемчужника и киматия, сверху — жемчужника и ов, а в центре, между ними, — широкая полоса из листьев аканта. На передней и левой стенках листья аканта вырастают из больших бутонов, расположенных по центру, и затем завитками расходятся к краям. Кое-где между завитков помещены протомы (погрудные изображения) животных. На задней и правой стенках акант собран в плотные гирлянды, перевитые лентами. По углам на цоколе помещены небольшие рельефные изображения — эротов, борющихся атлетов, животных (львы, кабаны, несколько изображений, рассмотренные вместе, могут быть прочитаны как травля дикого козла).

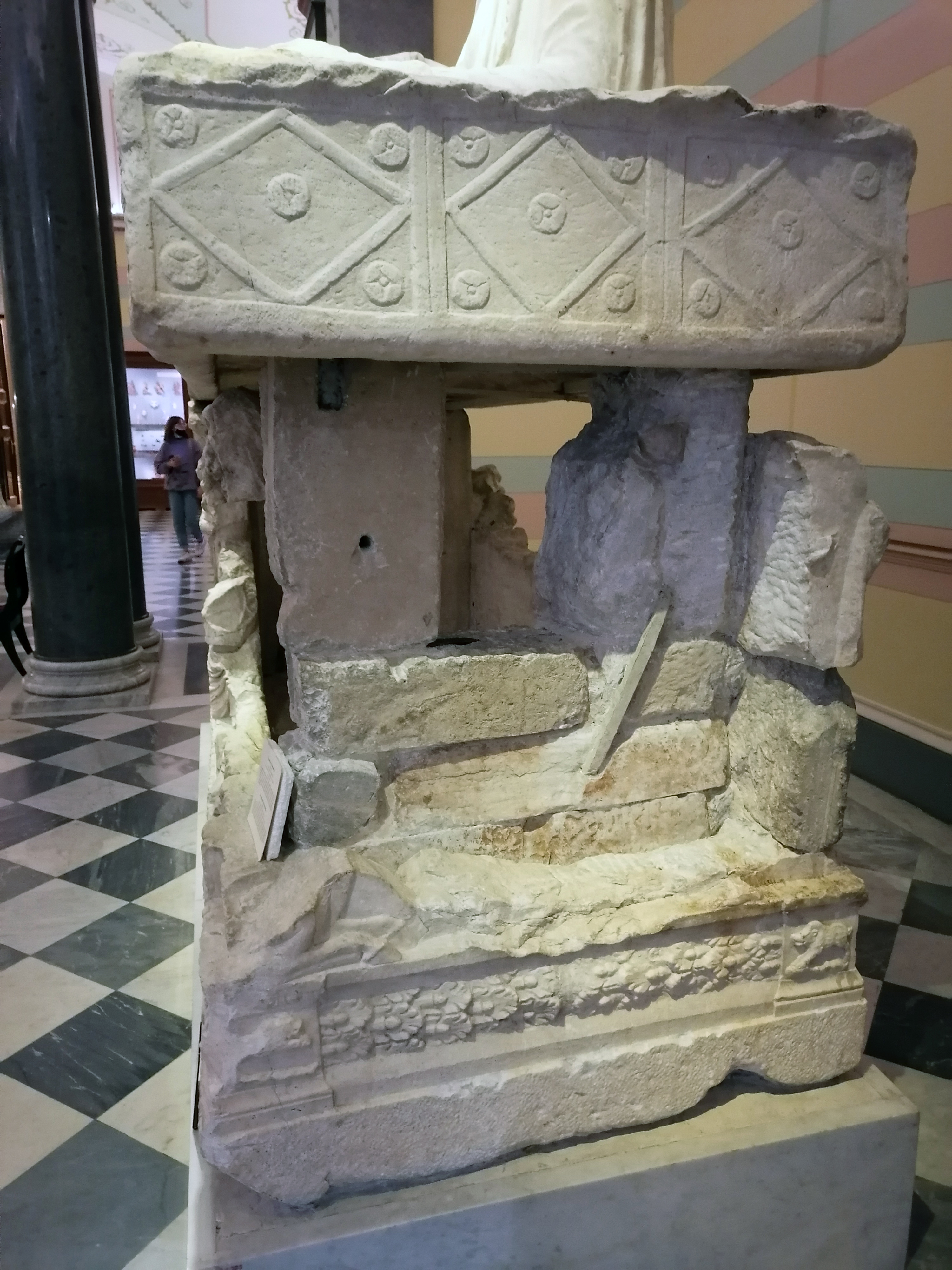
Правая сторона саркофага

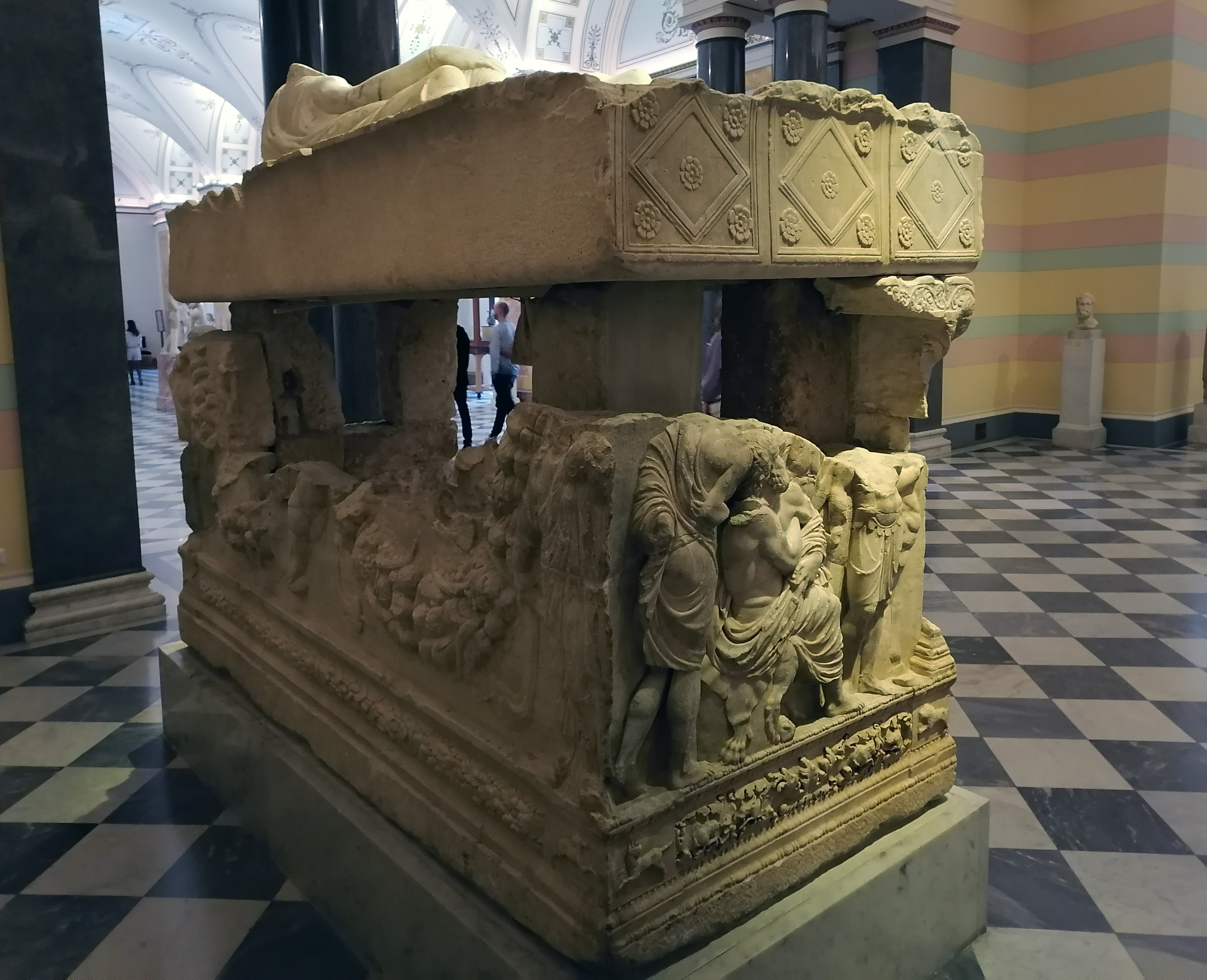
Левая сторона саркофага

Передняя стенка саркофага была разбита, относительно неплохо сохранилась только её левая часть с двумя стоящими мужскими фигурами и нижней половиной двух женских фигур — сидящей и стоящей на коленях. От прочих фигур остались только ступни ног и нижние края одеяний в самом низу, у цоколя. Также сохранился отдельный обломок с головой, по всей видимости, центральной фигуры композиции. Лица у всех персонажей сбиты. Рельеф правой стороны утрачен практически полностью. Лишь слева внизу видны задние ноги лошади, справа внизу, по некоторым данным — почти сбитый рельеф ступни, обутой в сандалию.
Рельеф левой стенки саркофага не имеет верхней части, только в правом верхнем углу сохранился участок карниза с виноградной лозой и жемчужником. Нижняя половина рельефа представляет сидящего в центре пожилого человека в окружении трёх молодых мужчин. Сидение покрыто львиной шкурой. Правая рука старца закинута под левую подмышку, левая находится в движении, старик предположительно пытается завести её себе за голову. За его спиной слева, наклоняясь вперёд, к его голове, стоит юноша. За сидящим персонажем намечена в более низком рельефе ещё одна мужская фигура. Мужчина справа в коротком хитоне и доспешном панцире, вероятно, держит за поводья лошадь. Автор саркофага попытался сделать пространственную композицию, разместив одну фигуру позади другой. При этом движения изображённых людей до конца не понятны, задняя часть туловища лошади не прорисована, оставаясь где-то за пределами плоского фона.
Задняя сторона ящика обломана и сохранилась преимущественно снизу. Она покрыта декоративным орнаментом. В центре композиции угадывается фигура летящего Эрота, который опирается правой ногой на некий полукруглый выступ. По обе стороны от него — массивные гирлянды из яблок, гранатов и винограда, перевитые лентами, которые, видимо, покоились на плечах Эрота. С концов гирлянд свешиваются четыре длинные ленты (тении). Первоначально они были прочитаны как опущенные зажжённые факелы, имеющие форму рога. Как бы внутри полукруга, образованного каждой из гирлянд, помещены колесницы, запряжённые львами или грифонами. Колесницы обращены к центру композиции, в них стоят эроты. По краям стоят фигуры кариатид в хитонах и плащах, не сильно выступающие за пределы фона. Одна рука у них опущена, ею они придерживают край хитона. Другая рука поднята, возможно, ею они поддерживали карниз (эти детали рельефа у обеих кариатид не сохранились). Головы кариатид разбиты. Кариатиды и Эрот в центре служат конструктивными опорами и обеспечивают контраст для гирлянд, создающих ритмическое движение рельефа. Пустое пространство, оставленное провисающими гирляндами, заполняют колесницы.
Крышка саркофага выполнена как ложе-клине с прямыми, лишь слегка отогнутыми на концах спинками. Торцовые части крышки имеют геометрический орнамент: три квадрата с вписанными с них ромбами. В углах квадратов и в центрах ромбов, кроме того, находятся двойные многолепестковые розетки, при этом розетки, помещённые в центр ромбов, несколько меньше тех, что имеются в углах квадратов. Описанный рельеф со стороны изголовья проработан хуже, чем в ногах ложа, без достаточной детализации элементов, квадраты здесь имеют неодинаковые размеры. С лицевой стороны саркофага спинки отмечены несколькими орнаментальными завитками, изображающими вьюнок, а также большими двойными волютами, которые снабжены пальметтами. Ложе покрыто тюфяком с четырьмя поперечными полосами, каждая из которых состоит, в свою очередь, из четырёх выпуклых полосок без узора и трёх рядов завитков плюща между ними.

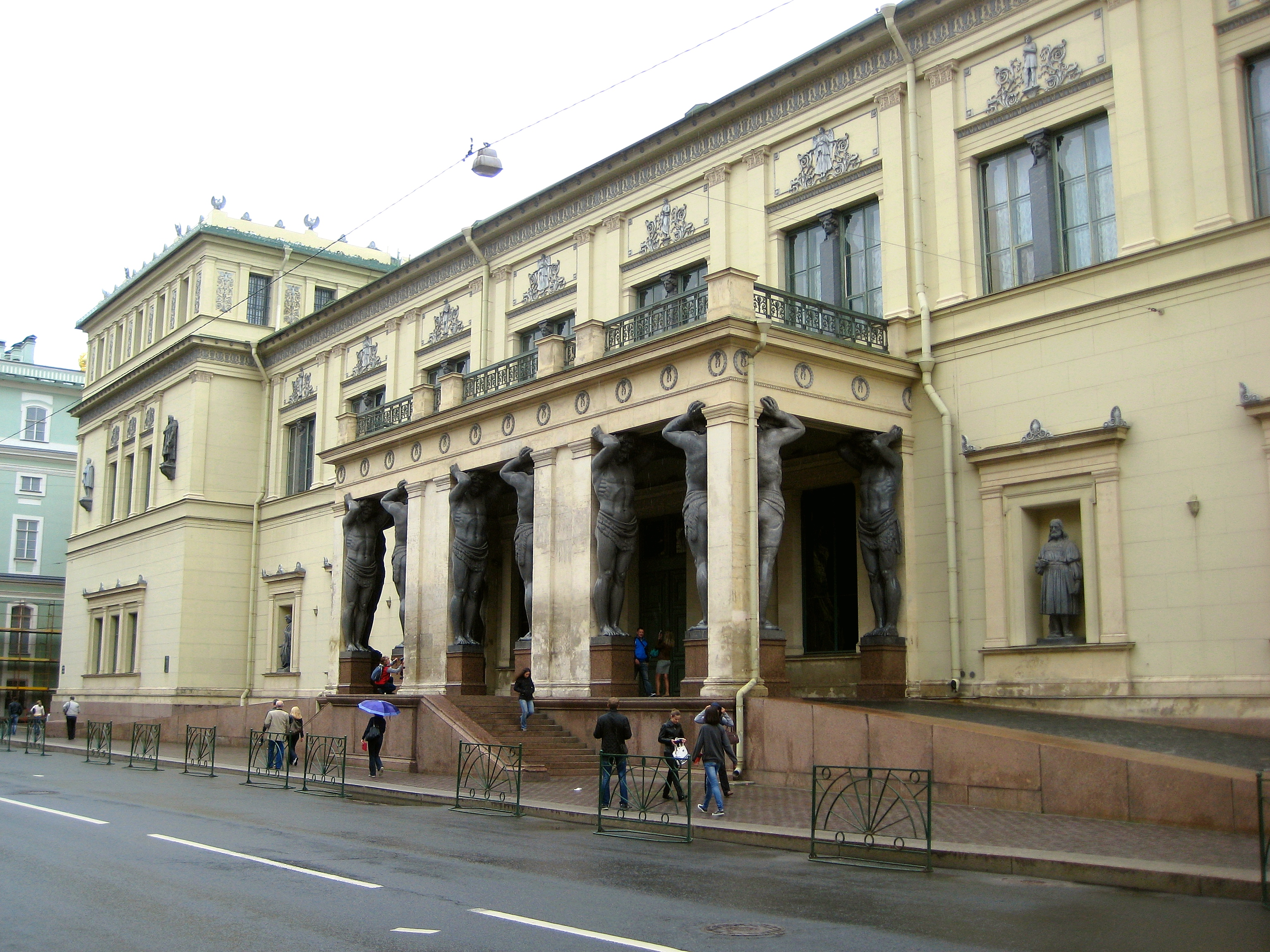
Здание Нового Эрмитажа, в котором выставлен мирмекийский саркофаг

На крышке покоятся две возлежащие фигуры — скульптурное изображение умерших, мужчины и женщины, вероятно — супружеской пары. Головы у фигур были отбиты (возможно, при ограблении склепа) и не сохранились. По всей вероятности, изображения были портретными и представляли людей, захороненных в гробнице на Карантинном мысу. Мужчина одет в хитон, на левое плечо наброшен плащ. Левой рукой, в которой он держит наполовину развёрнутый свиток, он опирается о большую подушку. Правой рукой с толстым браслетом на ней (к браслету прикреплена узкая тесьма, крестообразно обвивающая руку) он обнимает за плечи женщину. На спине и плечах сохранились элементы проработанных скульптором длинных волос мужчины, от головы осталась небольшая нижняя часть бороды. Женщина одета в хитон с поясом, на левую руку также накинут плащ, который затем покрывает ноги. Она тоже полулежит, опираясь на левую руку, которая покоится на маленькой подушке. Правая рука лежит на приподнятом правом колене. На этой руке — тонкий браслет, на шее у женщины, по некоторым данным — гривна. Голова её, судя по повороту шеи, была обращена к мужчине.

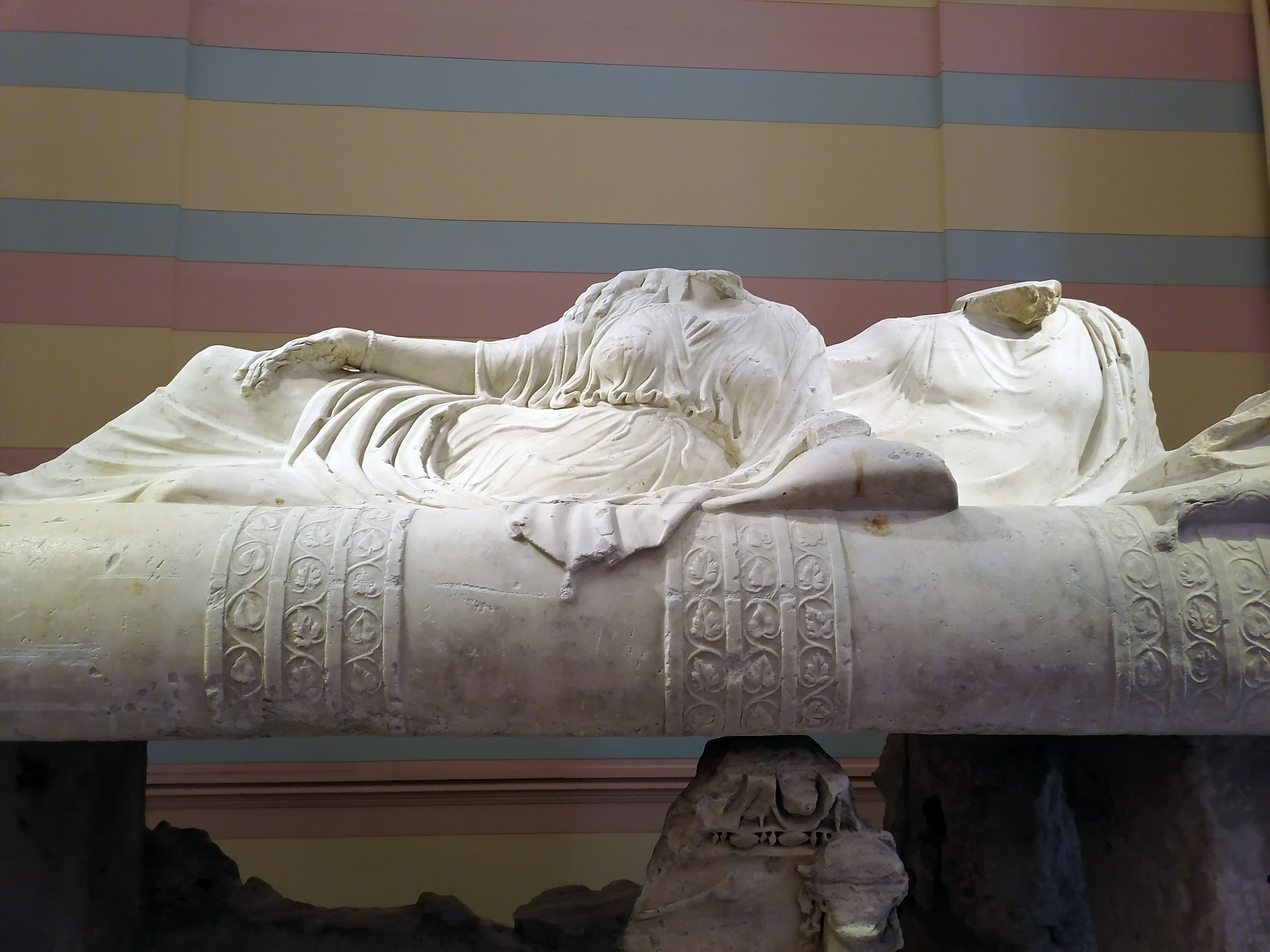
Крышка мирмекийского саркофага с фигурами

Скульптурная композиция, венчающая саркофаг, является центральным элементом памятника. Ящик саркофага выступает лишь в качестве постамента для неё. При этом она рассчитана на восприятие только с одной точки — с той стороны, куда обращены позы и, видимо, были обращены лица скульптур. Например, плащ, покрывающий спину мужчины сзади, плохо обработан и не передаёт форм тела, которые должны быть скрыты под ним. Фигура мужчины так тесно прижата к женской, что скульптор показал только одну его ногу — лежащую сверху правую. Мужская фигура выступает в качестве заднего плана композиции, что подчёркивается менее тщательной разработкой деталей, отсутствием ярко выраженных складок на хитоне, плотно облегающем тело мужчины. Фигура женщины на переднем плане — более хрупкая, изящная, с более изысканно прорисованной позой, с большим количеством проработанных деталей, к которым следует отнести мелкие, мягкие складки хитона (на контрасте с глубокими складками плаща, укрывающего ноги), конец плаща, свешивающийся с края ложа, не сохранившуюся кисть левой руки, которая также была выдвинута за край ложа. Высокое мастерство в исполнении складок одежды у фигур на крышке не характерно для рельефов по сторонам ящика. Возможно, что скульптуры на крышке были сделаны другим мастером.

### Трактовка рельефов

#### Аналогии на строгановском саркофаге

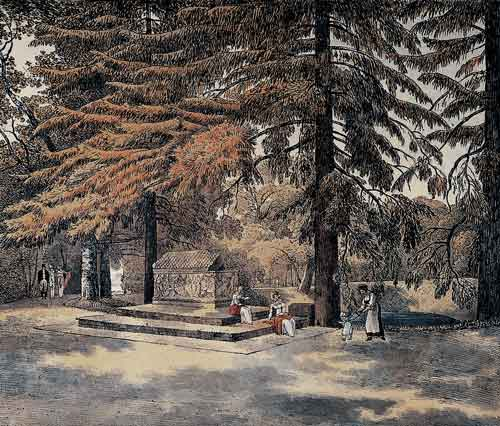
«Гробница Гомера» в саду Строгановской дачи. А. Е. Мартынов, 1813

В связи с тем, что изображения на стенках саркофага сохранились достаточно плохо, исследователям мирмекийского саркофага для понимания представленных сюжетов приходилось прибегать к аналогиям. Общепризнанная сейчас трактовка трёх рельефов как эпизодов из жизни героя древнегреческих мифов Ахилла, персонажа мифологического цикла о Троянской войне, была предложена Карлом Робертом в 1884 году на основе сопоставления изображений саркофага из Мирмекия с рельефами другого саркофага, обследованного немецким учёным в Петербурге в том же году, — так называемого «саркофага Гомера» из собрания графа С. А. Строганова.
По воспоминаниям графа А. С. Строганова, саркофаг ему привёз офицер русского флота М. Домашнев, нашедший его на одном из островов Эгейского архипелага во время морской кампании 1770 года, в ходе Русско-турецкой войны 1768—1774 годов (А. Н. Оленин в одном из своих сочинений называл контрагентом Строганова не Домашнева, а командующего флотом в Первой Архипелагской экспедиции графа А. Г. Орлова-Чесменского). Именование саркофага «гробницей Гомера» или «гробницей Ахиллеса» имеет характер не более чем легенды, связанной отчасти с соответствующими заявлениями самого Строганова, отчасти с тем, что как раз в те же годы, когда графу был привезён саркофаг, стало известно об обнаружении якобы могилы Гомера на острове Иос, которую нашёл голландец на русской службе, предположительно — граф, Паш ван Кринен. Некоторое время именно он считался первооткрывателем строгановского саркофага (например, в работах Х. Г. Гейне). Впоследствии, при переиздании трудов ван Кринена Л. Россом, связь петербургского саркофага Строгановых с его находками на Иосе была опровергнута.

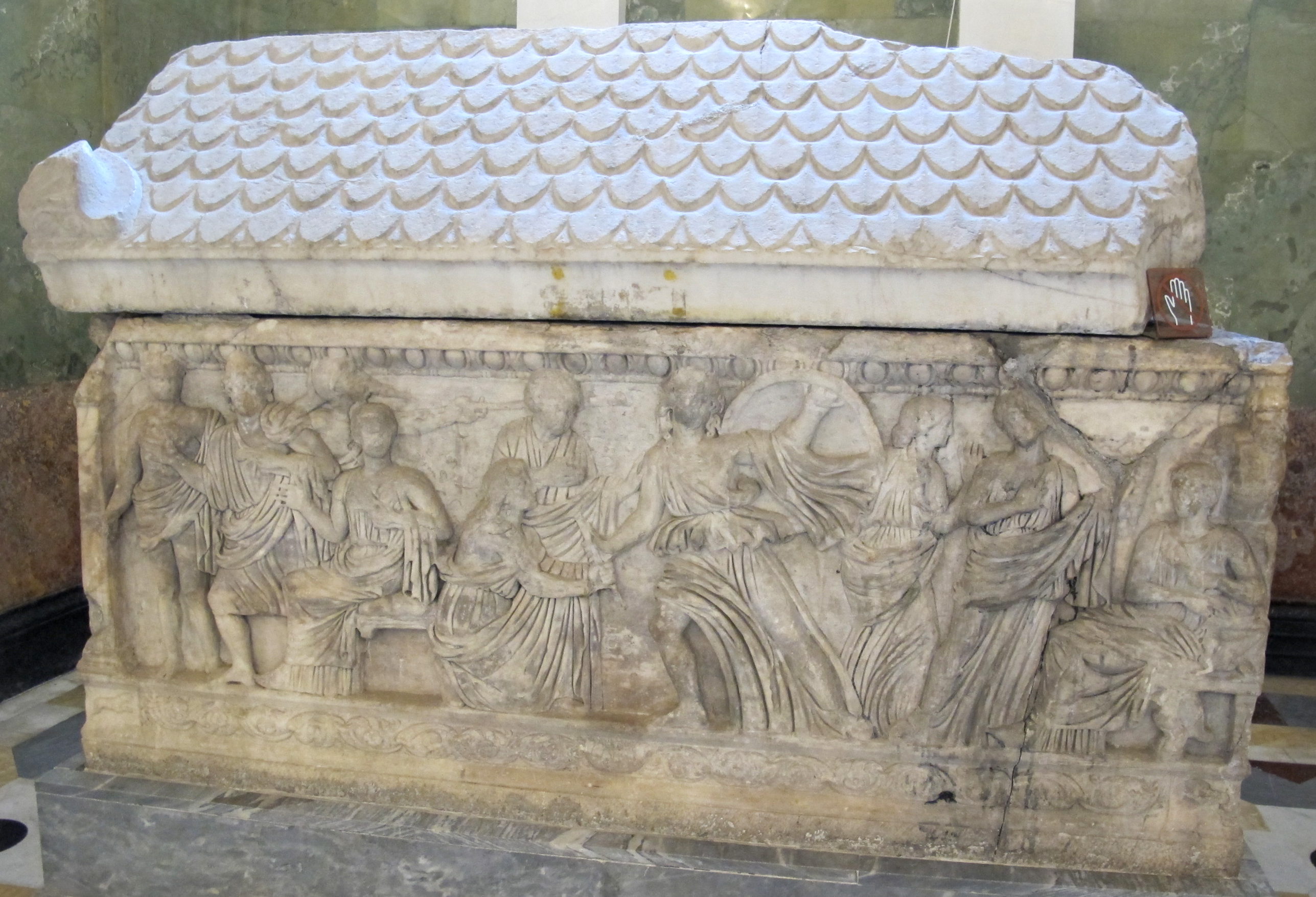
Строгановский саркофаг в зале Юпитера Нового Эрмитажа (зал 107, Искусство Древнего Рима I—IV веков)

Саркофаг находился в парке Строгановской дачи, его гипсовый слепок — в Музее петербургской Академии художеств. Для К. Роберта была изготовлена гелиогравюра саркофага (он был сфотографирован осенью 1885 года с разрешения графа Строганова). Фотография его гипсового слепка была сделана для Германского археологического института с разрешения президента Академии художеств великого князя Владимира Александровича. На сегодняшний день строгановский саркофаг находится в собрании Эрмитажа. Первоначально он экспонировался вместе с другими предметами из национализированных частных собраний в Строгановском дворце, затем поступил в залы отдела Античного мира в Новом Эрмитаже.
При сравнении изображений на лицевой стенке строгановского саркофага с остатками рельефа на передней стенке мирмекийского саркофага Карл Роберт пришёл к выводу, что они почти полностью совпадают. Таким образом, уверенно можно утверждать, что рельеф лицевой стороны мирмекийского саркофага представлял собой сцену так называемого «узнавания Ахилла» на острове Скирос.
Согласно варианту истории, изложенному, например, Псевдо-Аполлодором, мать Ахилла, нереида Фетида, зная о предсказании неизбежной гибели сына под стенами Трои, желая спасти его и удержать от участия в войне, укрыла его на острове Скирос у царя Ликомеда, где герой жил среди дочерей царя в женском обличье и под женским именем. Однако было известно также и предсказание, что победить Трою без Ахилла ахейцы не смогут. В поисках Ахилла Одиссей и некоторые другие вожди греков прибыли на Скирос. Чтобы обнаружить героя среди домочадцев Ликомеда, Одиссей прибег к уловке. Разложив перед членами семьи царя богатые дары, он добавил к ним оружие. Затем спутники Одиссея инсценировали нападение врагов на остров, в частности, подав сигнал тревоги с помощью боевой трубы. Сбросив женскую одежду, Ахилл схватил разложенное среди даров оружие и тем самым обнаружил себя.

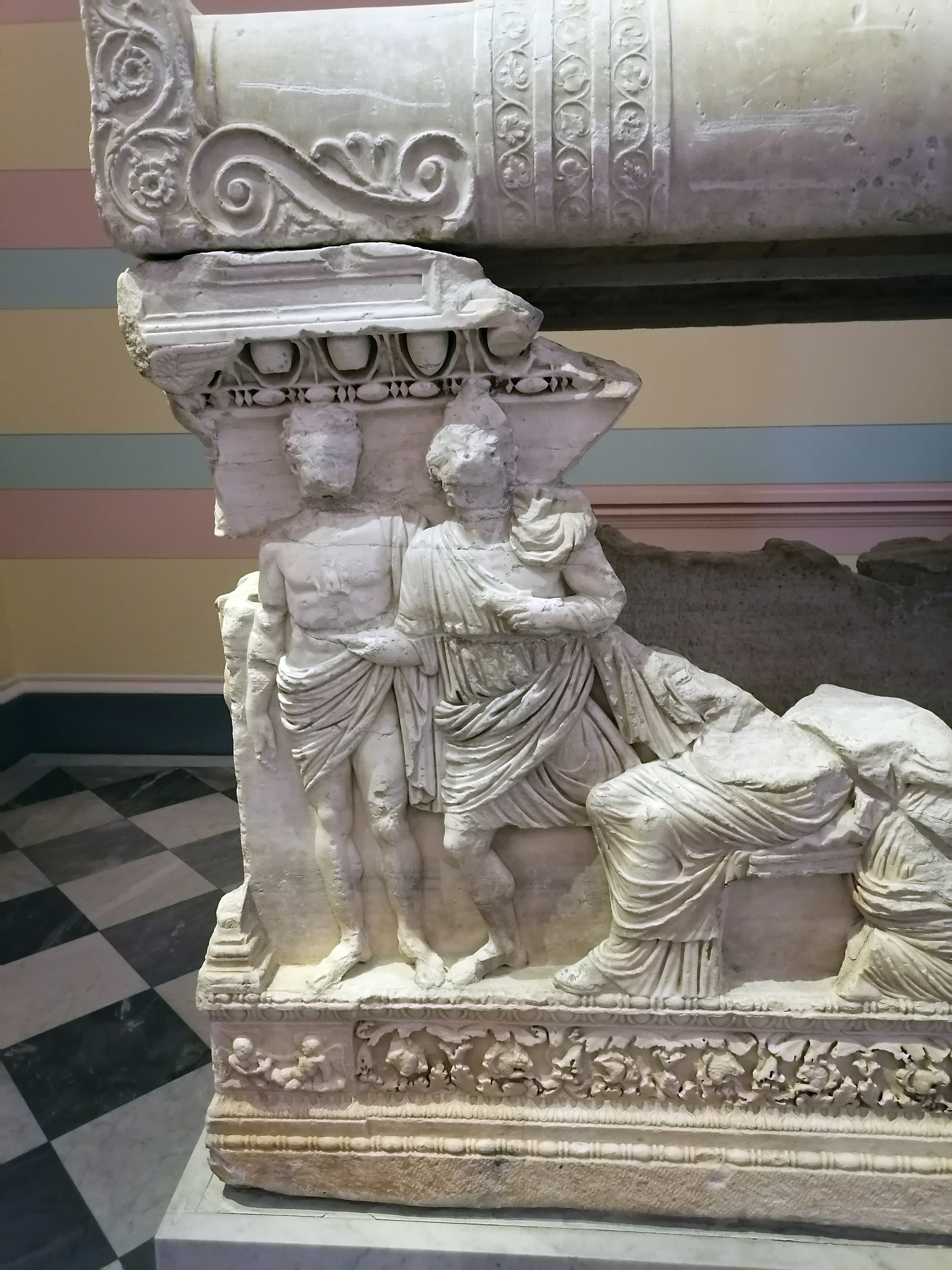
Лицевая сторона мирмекийского саркофага, левая часть: две стоящие мужские фигуры (Диомед и Одиссей) и нижние части двух женских фигур

Именно эта сцена была изображена на передней стенке мирмекийского саркофага. В центре композиции находился схватившийся за оружие Ахилл в женской одежде (сохранился обломок с его головой и раструбом трубы, которая сыграла важную роль в инсценировке Одиссея). Слева от него — стоящая на одном колене женская фигура, изображавшая, предположительно, его возлюбленную Деидамию, одну из дочерей Ликомеда (от этой фигуры осталась нижняя часть). На строгановском саркофаге в одной руке у Ахилла щит, другой рукой он вырывает из рук Деидамии, вероятно, длинное веретено, которым он как бы хочет заменить не найденный впопыхах меч. Справа от Ахилла располагались ещё как минимум две женские фигуры (на строгановском саркофаге их три), представлявшие других дочерей Ликомеда, одна из которых убегала вправо, а вторая сидела в кресле у самого края композиции, замыкая собой её правую часть. На них указывают остатки одеяний. Слева от центра представлена сидящей на табурете мать Деидамии (сохранилась нижняя половина), далее к краю рельефа — стоящие Одиссей и Диомед. Их фигуры на мирмекийском саркофаге почти полностью уцелели, за исключением сбитых лиц. Первоначально изображение Одиссея в одеянии, в отличие от стоящего рядом полуобнажённого Диомеда, было протрактовано как женская фигура.
Фон изображения — гладкий, все персонажи сцены были выдвинуты на передний план, пространственной глубины рельеф, по всей видимости, не имел. В центре композиция — динамичная, с резкими движениями действующих лиц (прежде всего — Ахилла), к краям рельефа движения замирали, сцена была ограничена спокойно стоящей фигурой Диомеда слева и сидящей фигурой дочери Ликомеда справа. Наличие гладкого фона позволяло подчеркнуть выразительность действий персонажей. При этом скульптор чередовал сидящие и стоящие фигуры, одетые и полуобнажённые, чем обеспечивал разнообразие и сбалансированность рельефа.
Вероятнее всего, подобная композиция как вариант разработки сюжета «Ахилл на Скиросе» была достаточно широко известна в античном искусстве и была заимствована с какого-либо знаменитого памятника Античности. К практически идентичным между собой рельефам на саркофагах из Мирмекия и из собрания Строгановых очень близок рельеф на саркофаге, найденном в местности Ателла и хранившемся во времена К. Роберта в муниципальном здании в Бариле (Базиликата, Италия). Сходство в позах и построении композиции наблюдается также в целом ряде других случаев, рассмотренных Карлом Робертом и тоже отнесённых им к сюжетной группе «Ахилл на Скиросе».

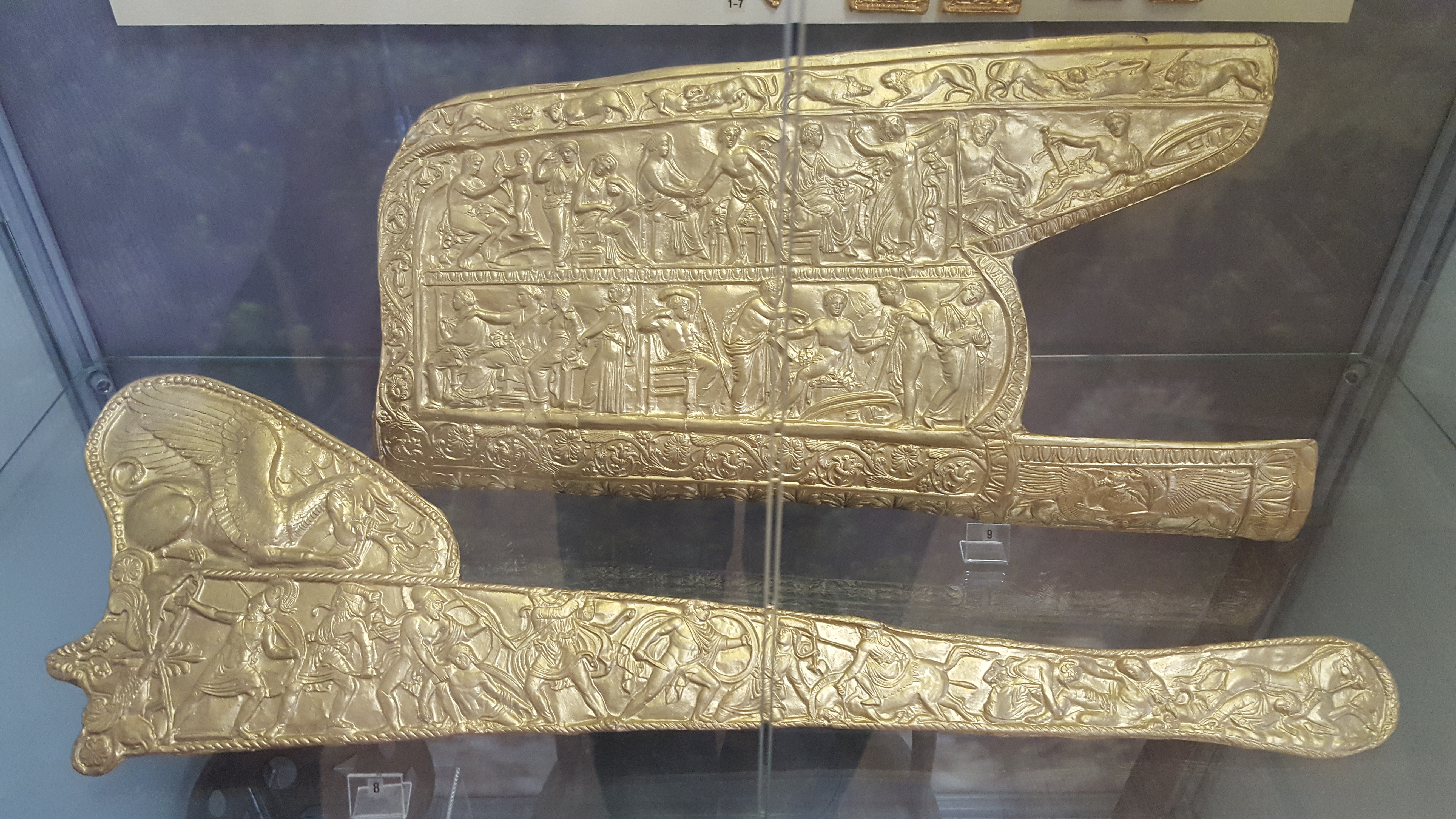
Вверху — копия золотой накладки на горит со сценами из жизни Ахилла из Восьмого Пятибратнего кургана. Азовский историко-археологический и палеонтологический музей-заповедник

Примечательно, что сцена «узнавания Ахилла» присутствует даже на скифских ювелирных изделиях, как, например, на золотой накладке на горит, найденной И. Е. Забелиным в 1863 году в Чертомлыкском кургане в Приднепровье. Ахилл здесь представлен в верхнем ряду изображений уже сбросившим женскую одежду, без щита, но с мечом. Предполагается, что эта накладка была сделана ещё в третьей четверти IV века до нашей эры в ювелирной мастерской Боспорского царства и попала к одному из скифских вождей в качестве подарка в правление боспорского царя Перисада I.
В 1889 году Карл Роберт предположил, что два ряда изображений на накладке, и прежде всего — сцена опознания Ахилла Одиссеем и Диомедом на Скиросе, воспроизводят картину известного древнегреческого художника Полигнота. Это предположение было поддержано Б. В. Фармаковским и более поздними исследователями. Совершенно идентичные накладки, сделанные с той же матрицы, были обнаружены также в кургане у города Ильинцы (Винницкая область), в Мелитопольском кургане (Запорожская область) и в Восьмом Пятибратнем кургане из группы курганов «Пять братьев» на Елизаветовском городище (Ростовская область). Эти накладки были произведены задолго до, например, строгановского саркофага, изготовленного в третьей четверти II века нашей эры. Таким образом, можно говорить, что на мирмекийском и других сюжетно близких ему саркофагах была отображена устойчивая, существовавшая длительное время иконографическая традиция разработки истории с пребыванием Ахилла на Скиросе.
Несмотря на то, что рельеф правой стенки мирмекийского саркофага практически полностью утрачен, по мнению Карла Роберта, он был так же идентичен изображению на боковой стенке саркофага Строгановых, где представлена сцена обучения Ахилла кентавром Хироном — Хирон учит будущего героя стрелять из лука. На мирмекийском саркофаге остался небольшой фрагмент рельефа с подогнутыми задними ногами кентавра.

#### Левая сторона
Однозначные аналогии рельефа, присутствующего на левой стенке саркофага, на других саркофагах или иных памятниках изобразительного искусства отсутствуют, в связи с чем исследователями предлагались самые разные трактовки представленной сцены. Что касается сидящей фигуры старца, то одним из первых своё мнение относительно смысла изображённой сцены высказал Поль Дюбрюкс, написавший в своём донесении, что «поза и выражение фигуры изобличают боль». Это ощущение усиливалось тем фактом, что лицо пожилого мужчины было частично сбито, глаза — как бы выколоты (вероятно, вандалами).
В отчёте о находке саркофага, опубликованном в 1835 году в «Одесском вестнике», говорилось об «обнажённом до пояса бородатом мужчине», что «положение этой фигуры выражает глубокую скорбь или, быть может, и самую кончину изображаемого лица». В пользу такого предположения, по мысли автора отчёта, говорила приподнятая левая рука, и эта поза отражала древнюю изобразительную традицию показывать успокоение или даже смерть с помощью поднятой вверх руки. Историк Г. И. Спасский, комментируя через 10 лет в своём сочинении о Боспоре этот отчёт, подтверждал наличие данной традиции, применительно к рельефу мирмекийского саркофага, ссылками на работы И. И. Винкельмана и Э. К. Висконти. Мужская фигура рядом с лошадью справа от бородатого старца изображала, по версии Спасского, одного из Диоскуров — Кастора или Поллукса.
Михаил Бларамберг, сын И. П. Бларамберга, в 1853 году предложил свою трактовку этого рельефа. Опираясь на свидетельство Диодора Сицилийского, он предположил, что здесь изображена смерть боспорского царя Сатира II, который во время борьбы за престол со своим братом Евмелом в одном из сражений был ранен копьём в руку и вскоре от раны скончался. По мнению Бларамберга, именно Сатир II и был похоронен в мирмекийском саркофаге. Впоследствии эта гипотеза не нашла своего признания среди учёных, в том числе потому, что, как было установлено, саркофаг из Мирмекия был произведён на несколько столетий позже событий гражданской войны в Боспорском царстве между сыновьями Перисада I (310—309 годы до нашей эры).
Карл Роберт, развивая логику аналогий со строгановским саркофагом, связал рельеф левой стороны с мифами об Ахилле и увидел здесь сцену расставания Ахилла с Ликомедом перед его отплытием под стены Трои после того, как его личность была раскрыта Одиссеем и Диомедом. Сидящий мужчина, согласно этому объяснению, — Ликомед, юноша справа, держащий за поводья лошадь, — Ахилл. Таким образом, все три рельефа увязаны в единую сюжетную линию. На правой стенке представлено детство героя (годы обучения), на передней — юность (пребывание на Скиросе), на левой — зрелость, решение идти на войну с Троей, победа в которой, согласно предсказанию, будет стоить ему жизни. Эта трактовка рельефа на сегодняшний день является в целом общепринятой.

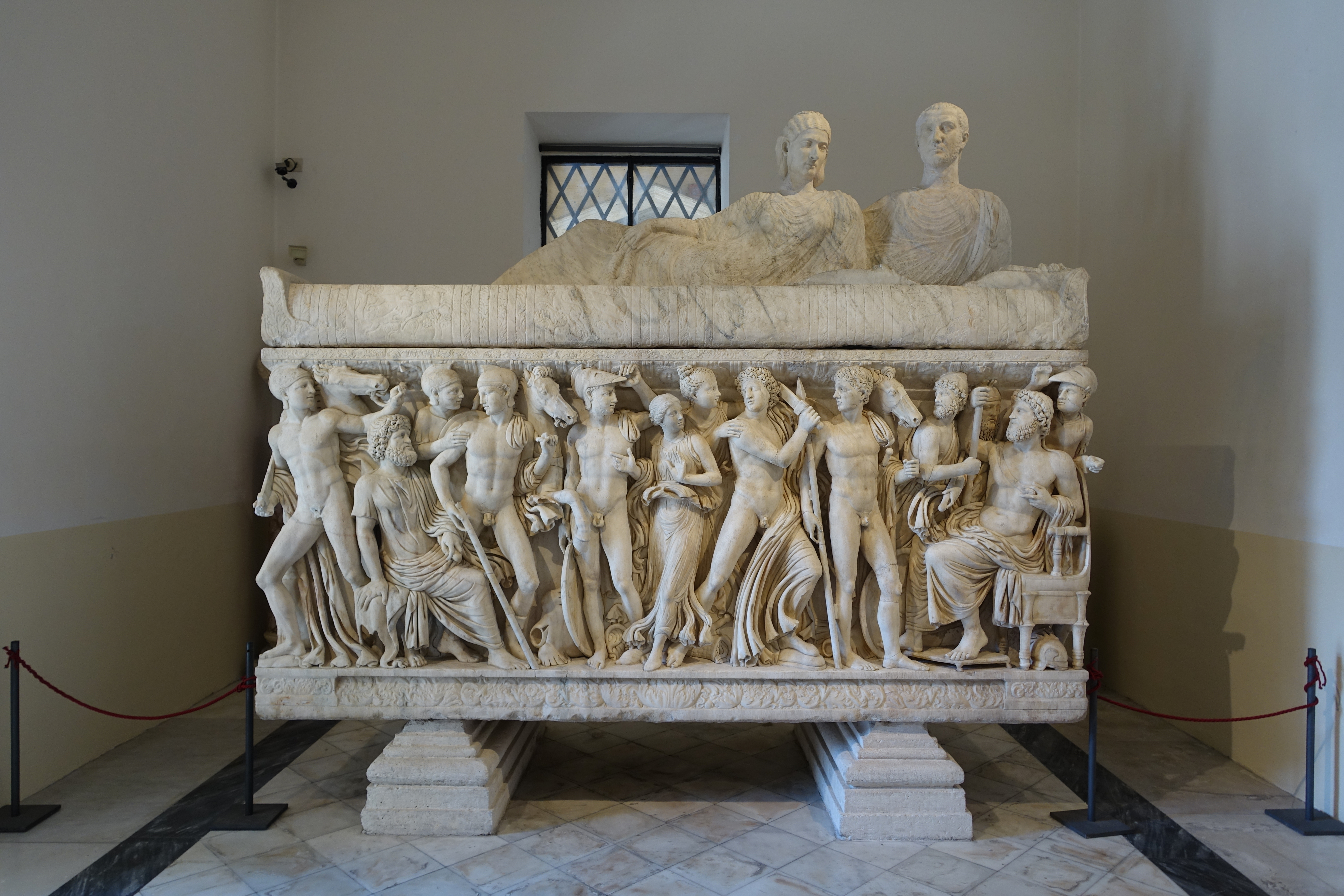
Саркофаг с Ахиллом. Палаццо Нуово, Рим

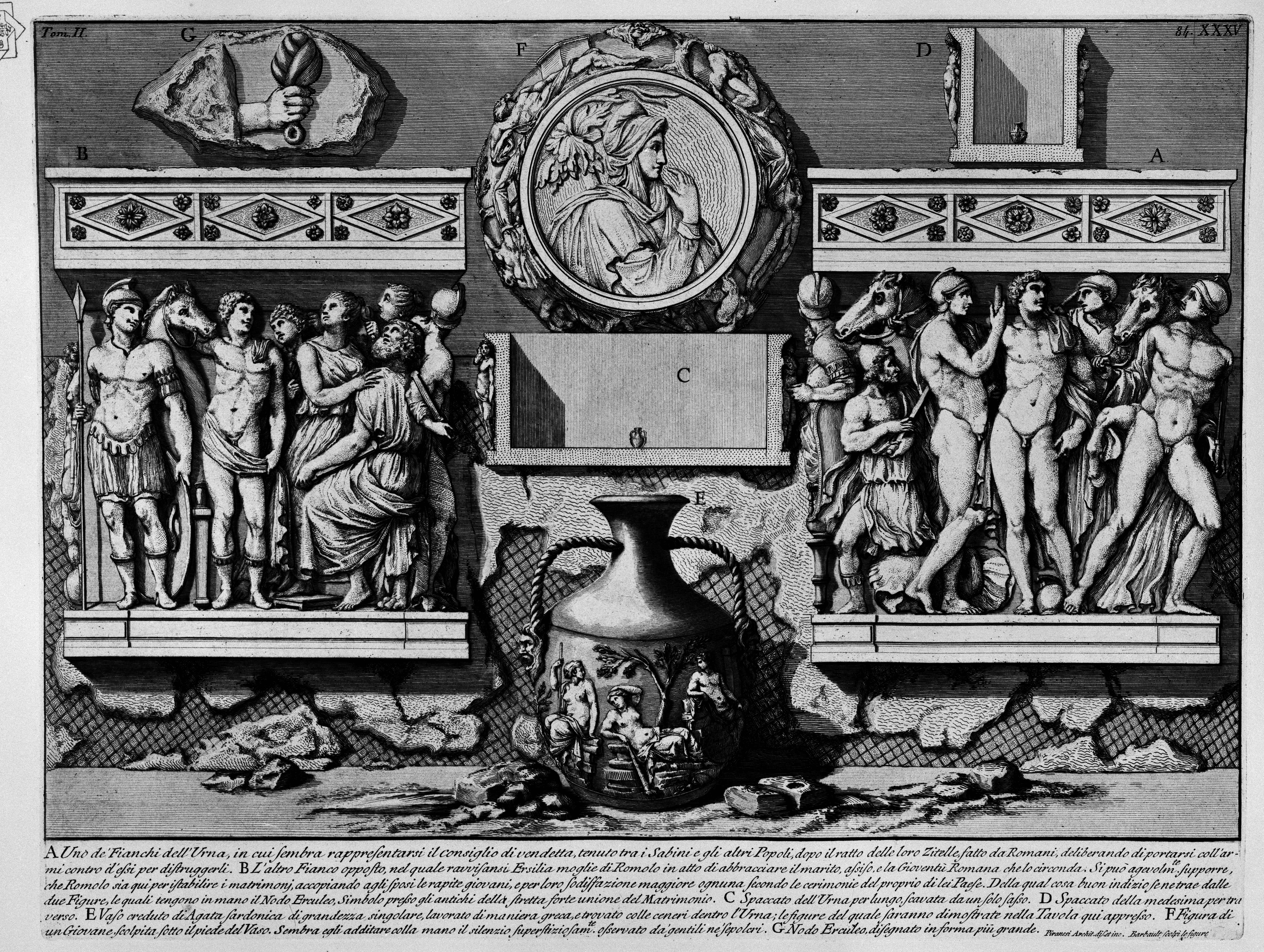
Саркофаг Александра Севера и Юлии Мамеи, боковые стенки. Дж. Б. Пиранези, 1756

Несмотря на то, что целиком сцена на левой стороне саркофага нигде больше, кроме мирмекийского саркофага, не встречается, исследователи памятника предполагали, что некоторые фигуры для этой сцены могли быть заимствованы. Сходные фрагменты, действительно, могут быть обнаружены на других произведениях искусства, использующих сюжеты из мифов об Ахилле. В частности, Ю. А. Виноградов видит сходство между фигурой сидящего старца на саркофаге и сидящей мужской фигурой на упоминавшихся выше четырёх золотых обкладках горитов так называемой «чертомлыцкой серии» (центральная часть нижнего ряда изображений, обе руки у мужчины подняты вверх — правая касается правого уха, левая закинута за голову).
И. И. Саверкина, вслед за К. Робертом, в качестве аналогии для изображения царя Ликомеда на рельефе мирмекийского саркофага называет сидящую на табурете мужскую фигуру с передней стенки саркофага, хранящегося в одном из Капитолийских музеев в Риме. Саркофаг со сценами из жизни Ахилла, произведённый в первой половине III века нашей эры, экспонируется в Палаццо Нуово. Он был найден в мавзолее Монте дель Грано в Риме, который считается вероятным местом упокоения римского императора Александра Севера, и на основании предполагаемого портретного сходства мужской и женской фигур на крышке с реальными историческими персонами саркофаг из Монте дель Грано иногда именуется саркофагом Александра Севера и Юлии Мамеи, его матери.
Параллели между этим памятником и мирмекийским саркофагом проводил ещё Ф. Дюбуа де Монпере. В изложении Г. И. Спасского, швейцарский путешественник указывал на почти одинаковое положение двух возлежащих фигур на крышке (в источнике ошибочно упомянут Септимий Север вместо Александра Севера), сходство в изображении сидящего пожилого мужчины (у Дюбуа это сам император) и сходство в построении всей сцены вокруг этого персонажа («воины и кони… готовы праздновать похоронные игры»; подобную трактовку всего рельефа Дюбуа снабдил ссылкой на труды Б. де Монфокона).
Объяснение рельефа как сцены прощания Ахилла с Ликомедом, косвенно подтверждённое наличием некоторых аналогий на других произведениях искусства, использующих сюжеты из мифов об Ахилле, тем не менее имеет несколько спорных моментов. Например, дискуссионным остаётся вопрос о смысле жеста царя Ликомеда, когда его правая рука заведена под левую руку и находится, фактически, в подмышке, левое плечо приподнято, а левое предплечье и кисть опущены к поясу. А. Б. Ашик заметил, что левая кисть удерживает что-то. По его мнению, это свиток. М. И. Бларамберг высказал предположение, что это рукоять меча. Ликомед таким странным жестом либо принимает меч от мужчин, стоящих позади него, либо передаёт его им (видимо, удерживая его правой рукой вверху за клинок). Если усматривать здесь момент вооружения Ахилла (стоящего с конём перед Ликомедом), то, по мнению Ю. А. Виноградова, в сцене прощания героя с царём Скироса налицо явный намёк на будущую гибель Ахилла в бою.

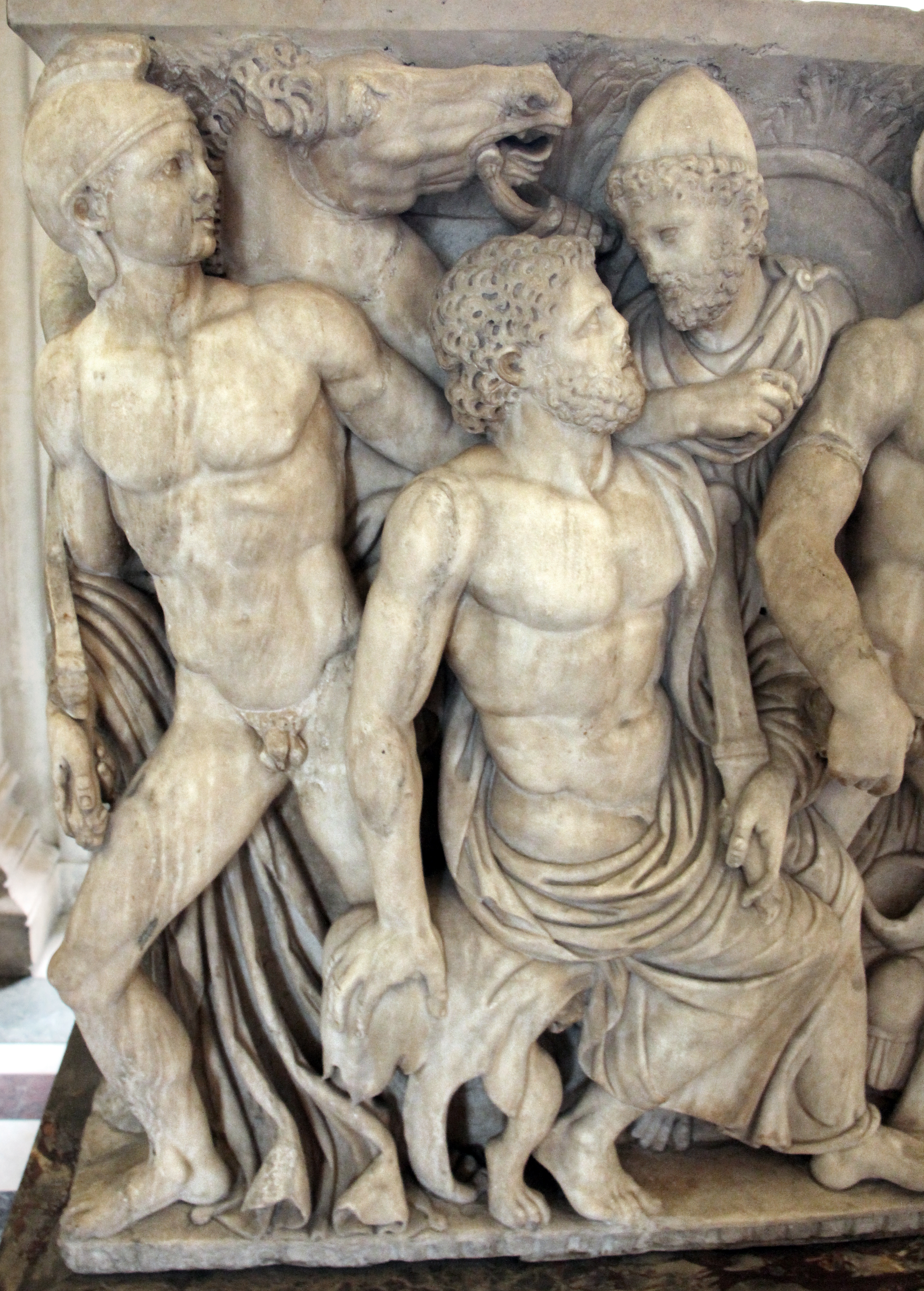
Старец с мечом в левой руке. Саркофаг с Ахиллом, Париж, Лувр. Саркофаг идентичен своими формами и многими фигурами рельефа (в том числе фигурой сидящего Ликомеда) саркофагу с Ахиллом из Палаццо Нуово

Однако с таким предположением плохо согласуется то, что меч в руках Ликомеда почти скрыт от глаз зрителей. Возможно, странный жест царя объясняется тем, что скульптор хотел показать, будто передача меча происходит тайно. Обстоятельства прощания Ахилла с Ликомедом какого-либо элемента тайны не предполагают (личность Ахилла уже раскрыта, и он по своей воле соглашается принять участие в Троянской войне). Таким образом, рельеф может изображать сцену прибытия героя на Скирос, и тайная передача меча Ахилла царю Ликомеду служит метафорой для согласия Ликомеда спрятать самого Ахилла на острове.

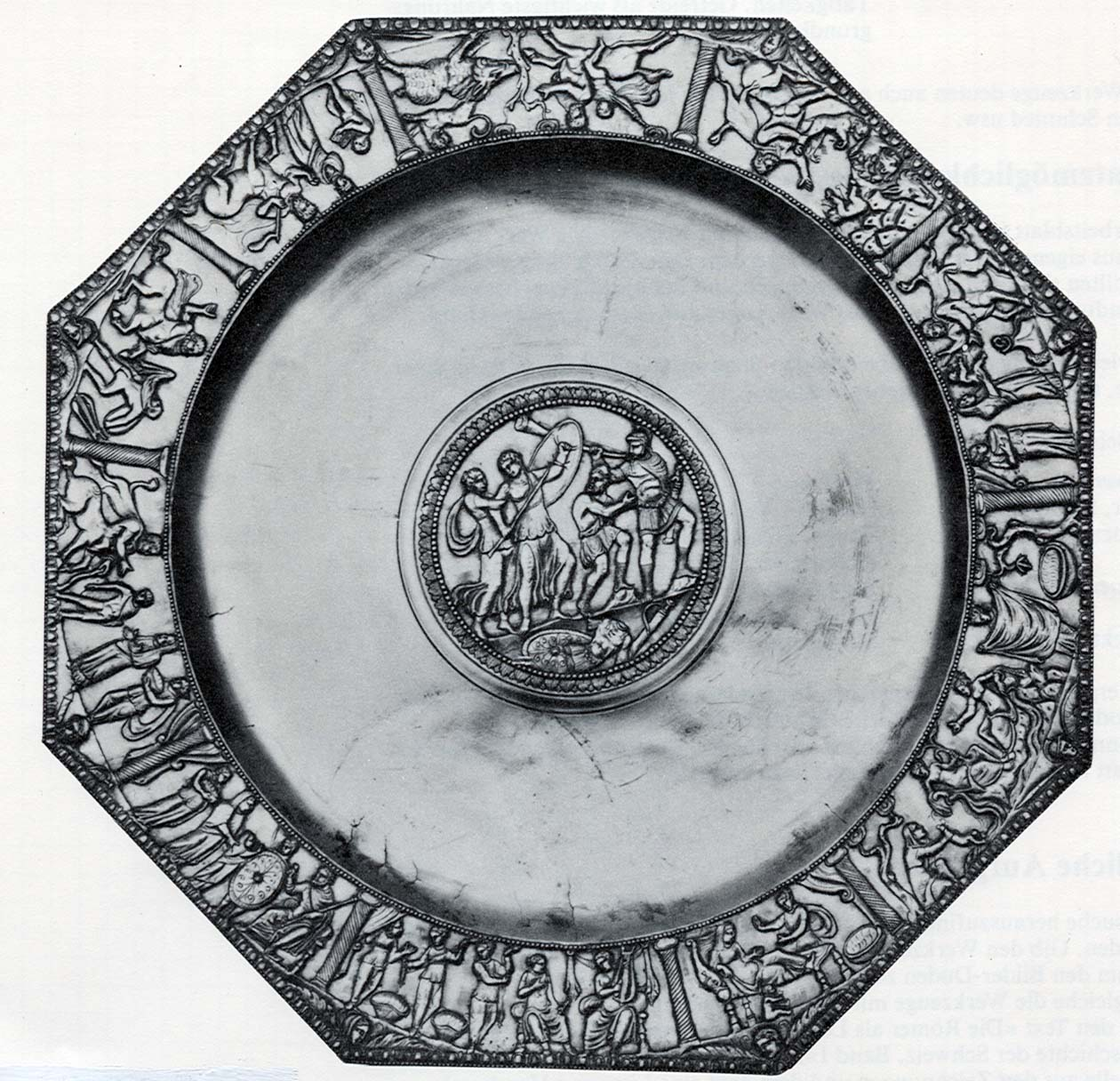
Блюдо с Ахиллом, 330—340 года. Музей римской колонии Августа-Раурика, Кайзераугст, Райнфельден, Аргау, Швейцария. Упомянутые сцены — слева

Правда, эта трактовка противоречит общепринятому варианту мифа, согласно которому Фетида привезла сына на Скирос уже в женской одежде, и соответствующей изобразительной традиции. Например, Ю. А. Виноградов указывает на позднеримское серебряное блюдо, найденное в Швейцарии, где представлено, как Фетида привозит Ахилла на Скирос под видом маленькой девочки, хотя в хронологически предшествующей сцене, где кентавр Хирон передаёт Ахилла его матери, тот изображён как взрослый юноша. Женская одежда и «женское поведение» Ахилла на Скиросе (в частности, на левой стенке строгановского саркофага герой в женском одеянии изображён музицирующим в окружении дочерей Ликомеда) являются важными атрибутами мифологического сюжета, так как они символизируют условную «смерть» персонажа, его нахождение как бы в потустороннем мире, где его одежда и его поступки не соответствуют его предназначению быть героем-воином.
Левая сторона в представлениях древних греков была связана со смертью. Судя по тому, как мирмекийский саркофаг располагался в склепе в момент находки, предполагалось, что именно слева находилась голова покойника, похороненного в саркофаге. Следовательно, рельеф на левой стороне имеет отношение к смерти центрального персонажа всех рельефов памятника. Здесь отражено либо предвестие будущей смерти героя в бою (если считать, что изображена всё же сцена прощания Ахилла с Ликомедом), либо намёк на символическую смерть, когда герой лишается своего оружия и тайно скрывается на острове, принуждённый носить женскую одежду и вести себя неподобающим воину образом (хотя Ахилл и изображён пока не в женском одеянии).

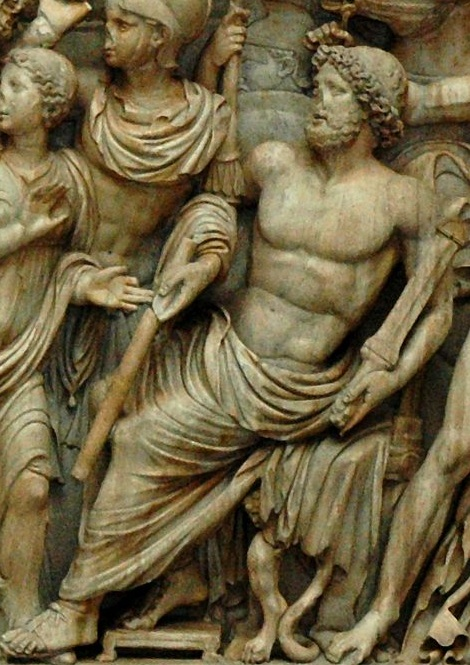
Сидящий Агамемнон. Саркофаг с Ахиллом из Лувра. Похожая фигура есть на саркофаге с Ахиллом из Палаццо Нуово

Австрийский исследователь Эрнст Рудольф в своей работе 1989 года, посвящённой аттическим саркофагам из Эфеса, предложил своё объяснение сцены на левой стенке мирмекийского саркофага. По его мнению, она тоже связана с мифами об Ахилле, однако изображает не прощание с Ликомедом, а примирение Ахилла с царём Агамемноном под стенами Трои. Согласно классическому варианту истории, изложенному в «Илиаде», Ахилл поссорился с Агамемноном, поскольку тот отобрал у него рабыню Брисеиду, и отказался принимать участие в боевых действиях с троянцами. В отсутствие Ахилла греки терпят поражение, гибнет его друг Патрокл. За этим следует примирение героя с Агамемноном, и Ахилл возвращается на поле боя.
Таким образом, сидящий пожилой мужчина, по мысли Рудольфа, — это лидер греков Агамемнон, слева от него стоит Одиссей, справа — собирающийся на поле битвы Ахилл в доспехах и с конём. Как и в случаях с разработкой сюжета «узнавания» Ахилла на Скиросе или изображения царя Скироса Ликомеда, предполагаются аналогии образа сидящего Агамемнона на других памятниках, что позволяет говорить о наличии некоего эталонного изображения Агамемнона под Троей в античном искусстве и соответствующей иконографической традиции, существовавшей на протяжении длительного времени. Например, Б. В. Фармаковский увидел сюжет с Ахиллом и Агамемноном под Троей на вышеупомянутых золотых обкладках горитов из «чертомлыцкой серии» (сидящий пожилой мужчина в нижнем ряду изображений у Фармаковского — именно Агамемнон, а не Ликомед).
Трактовка Э. Рудольфа также вызывает ряд вопросов. Остаётся непонятной тайная, судя по позе царя, передача меча Агамемноном Ахиллу (или тайное получение им меча от Ахилла). Текст поэмы Гомера не содержит каких-либо отсылок к этому эпизоду. Неясен до конца смысл позы Одиссея — наклоняясь к Агамемнону, он то ли прислушивается, то ли пытается скрыть что-то у себя за спиной. Ещё один странный момент рельефа — сидящий старец наступает на ногу стоящему перед ним Ахиллу. Обычно такое движение трактуется как требование молчания, сокрытия какой-либо информации. Сюжет примирения Ахилла с Агамемноном, однако, не содержит какого-либо элемента тайны, тайного сговора.

#### Саркофаг как целостное произведение
Если рельефы трёх стенок мирмекийского саркофага объединены общим персонажем, то рельеф задней стенки долгое время считался сугубо декоративным. Мотив гирлянд, поддерживаемых эротами, грифонами, орлами или покоившихся на букраниях, широко известен в римской декоративной рельефной скульптуре и архитектуре (один из наиболее ранних примеров использования — Алтарь Мира императора Августа). При декорировании алтарей и саркофагов он применялся весьма часто.

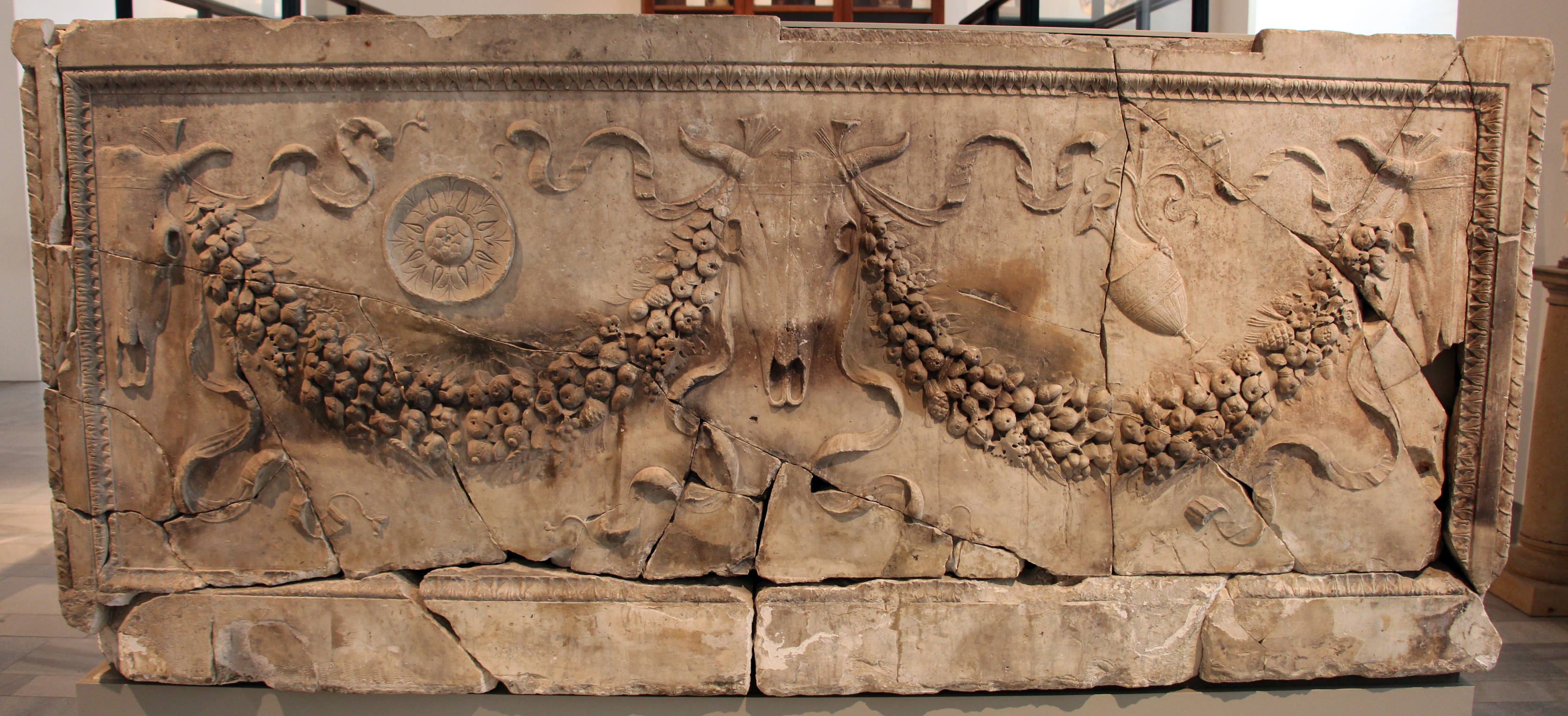
Гирлянды на саркофагах. Один из ранних примеров — «саркофаг Каффарелли» (из римского). Около 40 года до нашей эры. Старый музей, Берлин

Обычно декоративный орнамент с гирляндами достаточно прост: гирлянды однородны, эроты не имеют каких-либо атрибутов, сочетание элементов не несёт в себе ясной символики. Однако во II веке нашей эры в разных центрах античного мира (Рим, Александрия, Книд, Северное Причерноморье и, в частности, Херсонес, Фракия, Индия) производился особый тип саркофагов — так называемые саркофаги с гирляндами. По мнению учёных, орнамент саркофагов этой группы имел уже не просто декоративное, но и вполне определённое символическое значение, вероятно, раскрывая представления об умирающей и воскресающей природе. Например, эроты могли олицетворять времена года, держа на своих плечах гирлянды, составленные из плодов каждого сезона, рельеф мог содержать традиционные символы каждого времени года.
Наиболее близок к рельефу мирмекийского саркофага рельеф задней стенки саркофага, найденного в Тире и находящегося сейчас в бейрутском Национальном музее. Он ограничен с обеих сторон фигурами кариатид во фригийских колпаках и со сброшенными на землю головными покрывалами (по одной из версий, это фигуры Аттисов). Между ними протянута гирлянда, которую в центре поддерживает летящий Эрот. В пустых пространствах над гирляндой — две колесницы с эротами, запряжённые пантерами, которые едут навстречу друг другу.
В начале XXI века в статьях научного сотрудника Института истории материальной культуры РАН Ю. А. Виноградова была предложена идея рассматривать изображение на задней стороне мирмекийского саркофага (и сюжетно близких ему саркофагов — например, бейрутского и строгановского) не в качестве обычной орнаментальной декорации, не несущей смысловой нагрузки, а в качестве отражения представлений о некой волшебной стране, своего рода рае, куда попадают усопшие. Эта страна предстаёт в виде волшебного сада («райские кущи»), где обильно растут разнообразные плоды и цветы. Она населена эротами и дикими животными. Если на рельефах мирмекийского и бейрутского саркофагов они запряжены в колесницы, то на задней стенке строгановского саркофага показано, как пара кентавров бьётся со львом и львицей (по версии О. Ф. Вальдгауера, композиция с кентаврами и львами с саркофага Строгановых имеет сугубо геральдический смысл). Кариатиды, фигуры которых обрамляют рельефы, как бы приглашают усопшего в этот сад. Г. И. Спасский полагал, что на тыльной стороне мирмекийского саркофага изображён обряд жертвоприношения в честь Кибелы.

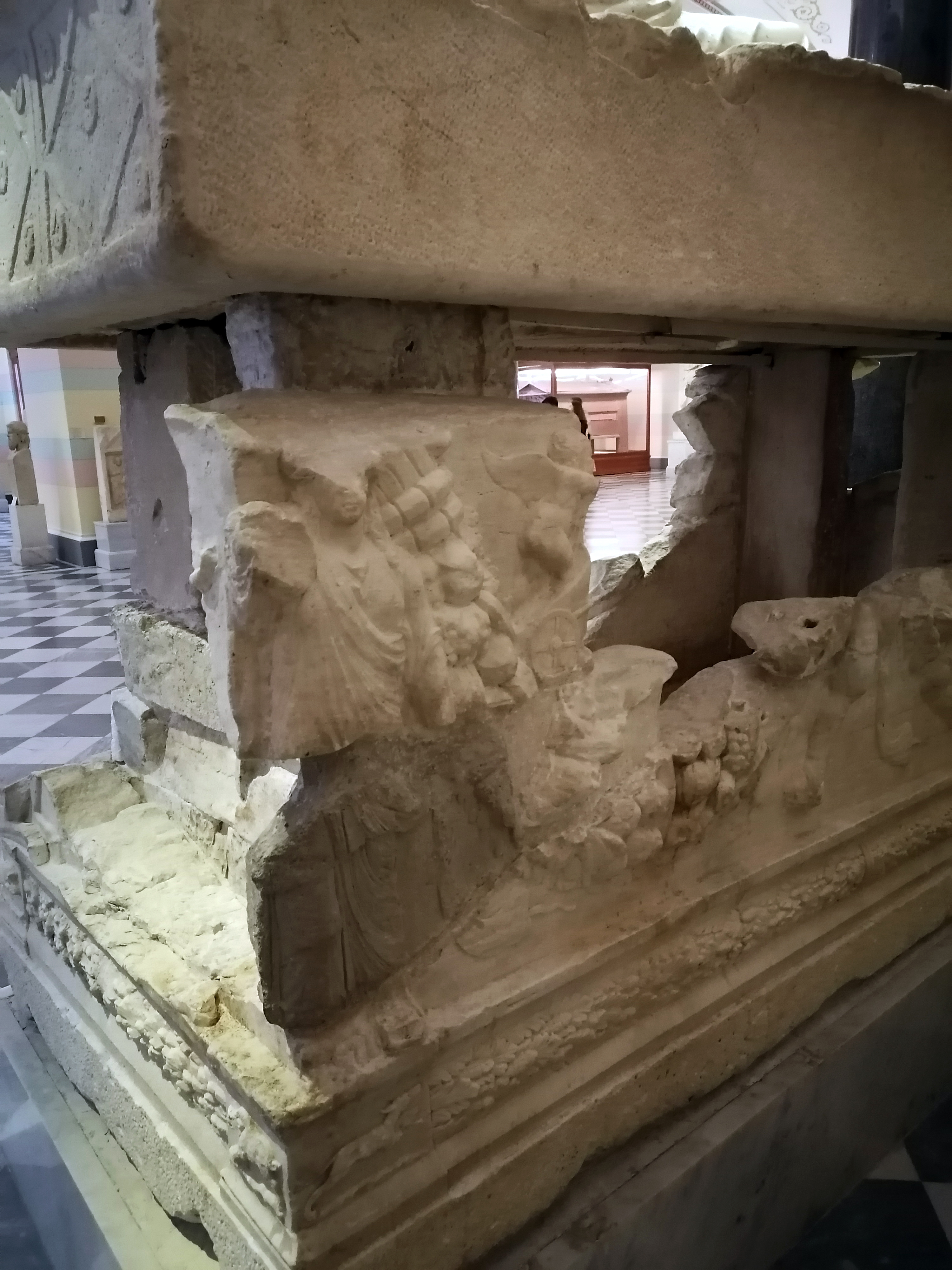
Мирмекийский саркофаг, задняя сторона

Таким образом, по Виноградову, саркофаг из Мирмекия может быть рассмотрен как семантически целостное произведение, сосредоточенное на идее посмертной судьбы человека. Рельеф правой стороны (Ахилл у Хирона) отражает период рождения, обучения, становления. Если понимать рельеф левой стенки как сцену прибытия Ахилла на Скирос, то он в этом случае изображает момент символической, ритуальной смерти, когда мужчина, переодеваясь в женскую одежду и выполняя женскую работу, как бы переходит в потусторонний мир, который является миром «перевёрнутым», где всё происходит не так, как в обычной реальности.
Не случайно, в этом смысле, что центральной композицией саркофага стала сцена «узнавания» Ахилла, которая говорит о возвращении героя к «нормальной» для него жизни и, в конечном итоге, проводит идею о посмертном возрождении, актуальную, прежде всего, не для мифологического Ахилла, являющегося здесь лишь символом, а для человека, погребённого в саркофаге. Если рельеф левой стороны трактовать как прощание Ахилла с Ликомедом, то он в этом случае содержит намёк на будущую реальную смерть персонажа. Обратная сторона саркофага содержит изображение ожидающей умершего волшебной страны, рая, где он возродится и будет в блаженстве жить вечно, как боги и бессмертные герои. Портретные скульптурные изображения покойных на крышке саркофага, не лишённые эротизма, тоже могут отражать символику посмертного возрождения.
Отдельный вопрос состоит в том, почему для иллюстрации представлений о смерти и загробной судьбе человека были выбраны сюжеты из мифов об Ахилле. Возможно, в таком виде проявилась практика героизации усопших, довольно распространённая в античном мире и не привязанная к реальным фактам биографии покойника. С другой стороны, этот выбор мог быть обусловлен местными особенностями региона, для которого был произведён саркофаг, — Боспора Киммерийского, где культ Ахилла предположительно включал в себя древние представления о нём как о боге смерти.

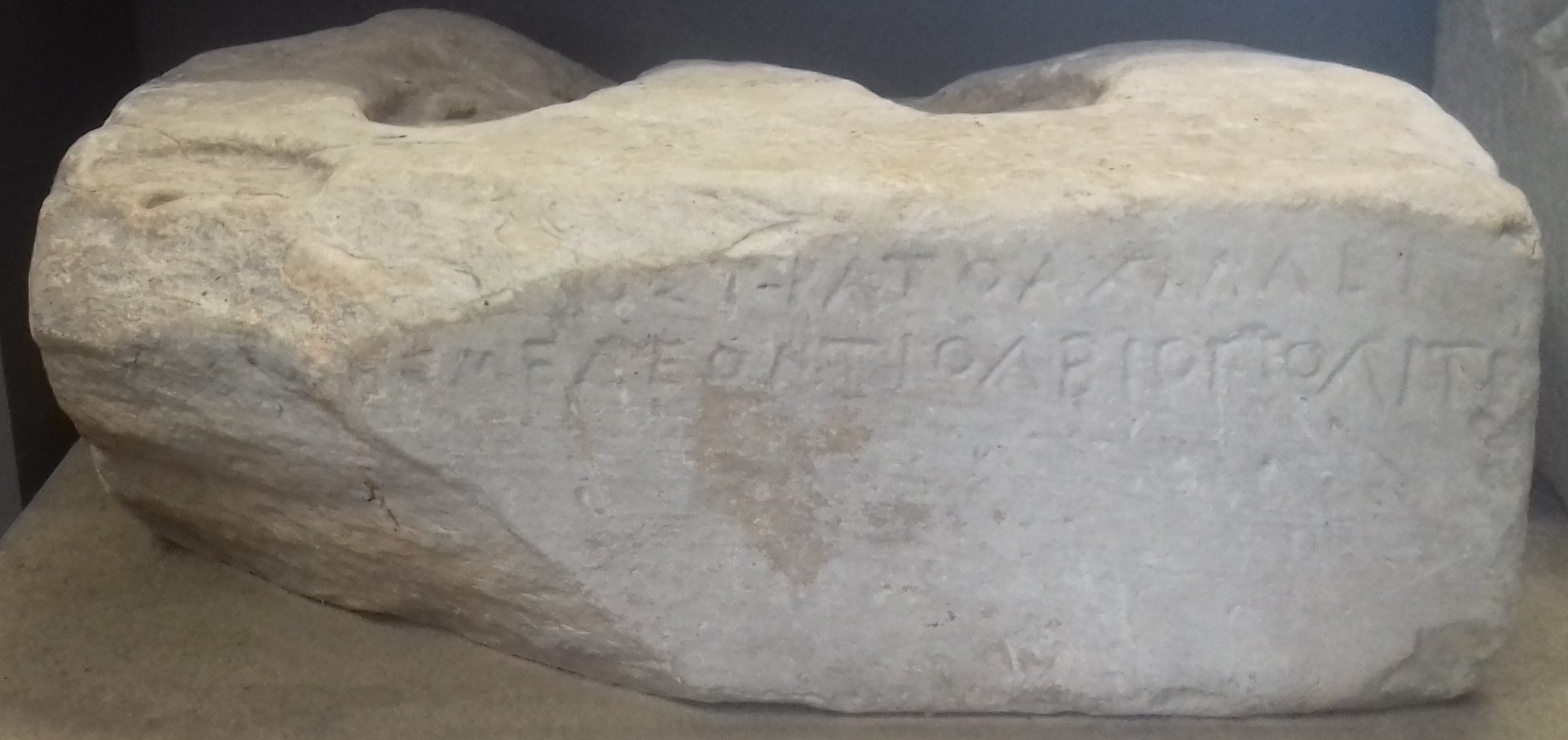
Пьедестал статуи с посвящением Ахиллу. IV век до нашей эры, Одесский археологический музей. Найден на острове Левка (Змеином) — одном из центров почитания Ахилла в Северном Причерноморье

На Боспоре образ гомеровского героя, вероятно, вобрал в себя местные черты. Тот факт, что на четырёх ранее упоминавшихся золотых обивках горитов, изготовленных в IV веке до нашей эры в Боспорском царстве и впоследствии оказавшихся в скифских курганах, были представлены именно сцены из жизни Ахилла, говорит о популярности этого персонажа как среди боспорских греков, так и в среде окрестных варваров. У скифов Ахилл как герой-воин, возможно, соотносился с действующим лицом их собственных мифов Колаксаем (по мнению скифолога Д. С. Раевского).
В более поздних источниках византийского времени Ахилл напрямую назывался выходцем из числа местных варваров. Весьма примечательно, что его имя связывалось конкретно с городом Мирмекий, на акрополе которого через много столетий как раз был найден саркофаг с эпизодами из мифов об Ахилле. В частности, Лев Диакон в X веке в своей «Истории» со ссылкой на Перипл Понта Евксинского авторства Арриана утверждал, что Ахилл был скифом родом из Мирмекия. В XII веке в комментариях Евстафия Солунского к землеописанию, составленному Дионисием Периегетом, Ахилл назван скифским царём.
Также могут быть проведены параллели между названием Мирмекия и племенем мирмидонян, предводителем которых был Ахилл. Их этноним, как считается, происходит от древнегреческого имени муравьёв. В свою очередь, и наименование боспорского города определённо восходит к слову др.-греч. μύρμηξ, основным значением которого, действительно, было «муравей». Муравьи в мифологии зачастую выступают в роли хтонических существ, имеющих отношение к царству смерти. Возможно, такие коннотации мог иметь и образ Ахилла. Свидетельствами существования на Боспоре и конкретно в Мирмекии культа Ахилла называются найденные на городище предположительно эллинистические надписи-граффити «ΑΧΙ». Мирмекийский саркофаг как важный предмет погребального инвентаря, содержащий изображения Ахилла, согласно этой гипотезе, становится артефактом наличия в составе культа Ахилла на Боспоре представлений о нём как о божестве загробного мира.

## Дата и место изготовления
Карл Роберт в своём исследовании античных рельефов на саркофагах разделил все рассмотренные им памятники, использующие сюжет «Ахилл на Скиросе», на три группы — греческие экземпляры, греко-римские и собственно римские. В первую группу он включил саркофаг из Мирмекия и его близкие аналоги, строгановский саркофаг и саркофаг из Бариле. По типу причёсок и в связи с наличием бород у некоторых изображённых мужских фигур он отнёс мирмекийский саркофаг к эпохе Антонинов. Однако подробно вопрос его датировки и места изготовления учёным проанализирован не был. В 1930 году другой немецкий исследователь, Герхарт Роденвальдт, в работе, посвящённой саркофагу из римской базилики Сан-Лоренцо-фуори-ле-Мура, определил мирмекийский саркофаг как произведённый в Аттике, но развёрнуто не аргументировал этот тезис.

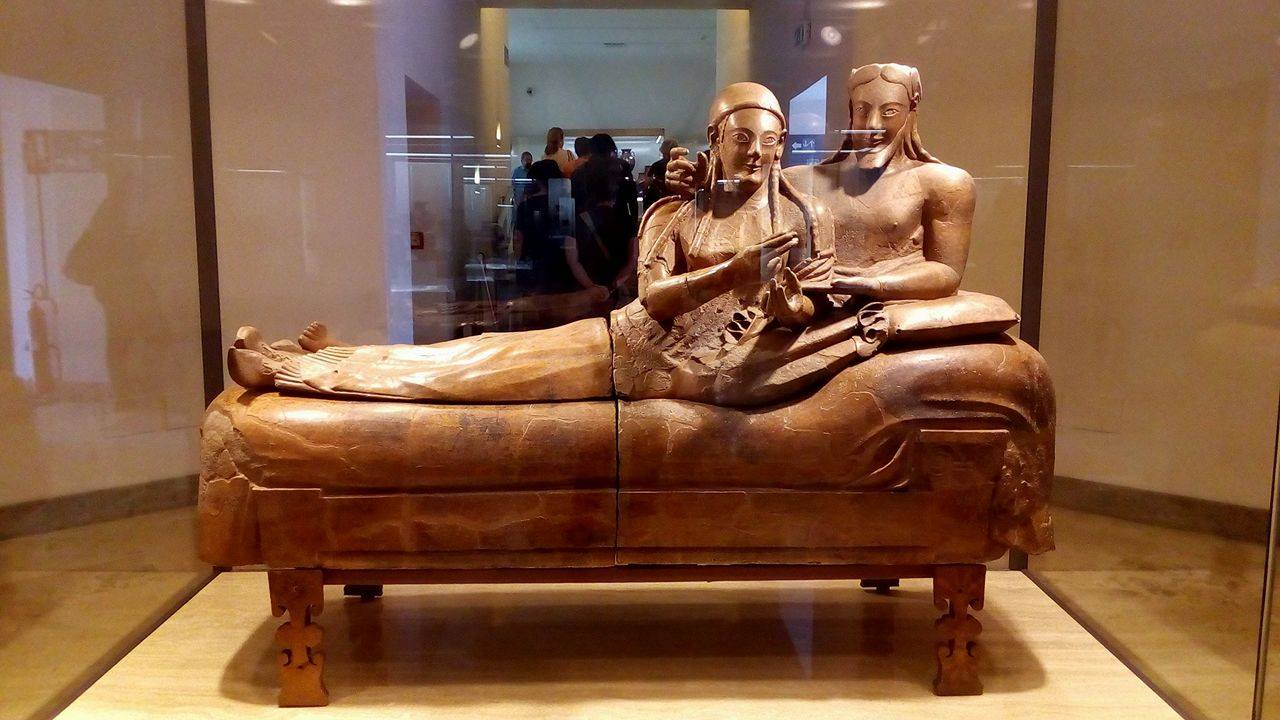
Один из самых ранних примеров саркофагов с возлежащими фигурами — Саркофаг супругов из Черветери. Вилла Джулия, Рим

Саркофаг, найденный в Мирмекии, относится к разряду саркофагов с крышкой в виде ложа, с возлежащими фигурами. Традиция изготовления таких саркофагов прослеживается у этрусков как минимум с VI века до нашей эры (находки в Кьюси и Черветери). В эпоху императора Августа она распространяется за пределы Этрурии, и во II—III веках нашей эры саркофаги с возлежащими фигурами встречаются в Римской империи повсеместно. Основными центрами производства этого типа погребальных памятников, по мнению историков, были Рим, Аттика и Малая Азия.
Саркофаги римско-италийской группы (несколько экземпляров I и III веков нашей эры) характеризуются отсутствием архитектоники ящика и низко расположенной крышкой, аллегорическим изображением умершего в качестве одного из персонажей рельефа. Многочисленная группа малоазийских саркофагов представлена двумя подгруппами — изделиями из Лидии (вторая половина II и первая половина III веков нашей эры) и саркофагами с условным наименованием «Сидамара» (III век, центром производства был один из городов на севере Малой Азии, возможно, Кизик). Ящик малоазийских саркофагов имеет форму архитектурного сооружения с колоннами, арками и конхами, между колоннами помещены фигуры рельефа, крышка-ложе имеет намеченные по сторонам ящика «ножки». Лидийские саркофаги на раннем этапе имели массивный ящик и лёгкую крышку, затем пропорции изменились и тяжеловесная крышка стала довлеть над хрупким орнаментом ящика. Саркофаги «Сидамара» не имеют колонн, фигуры на них часто расположены в виде фриза по всем четырём сторонам.

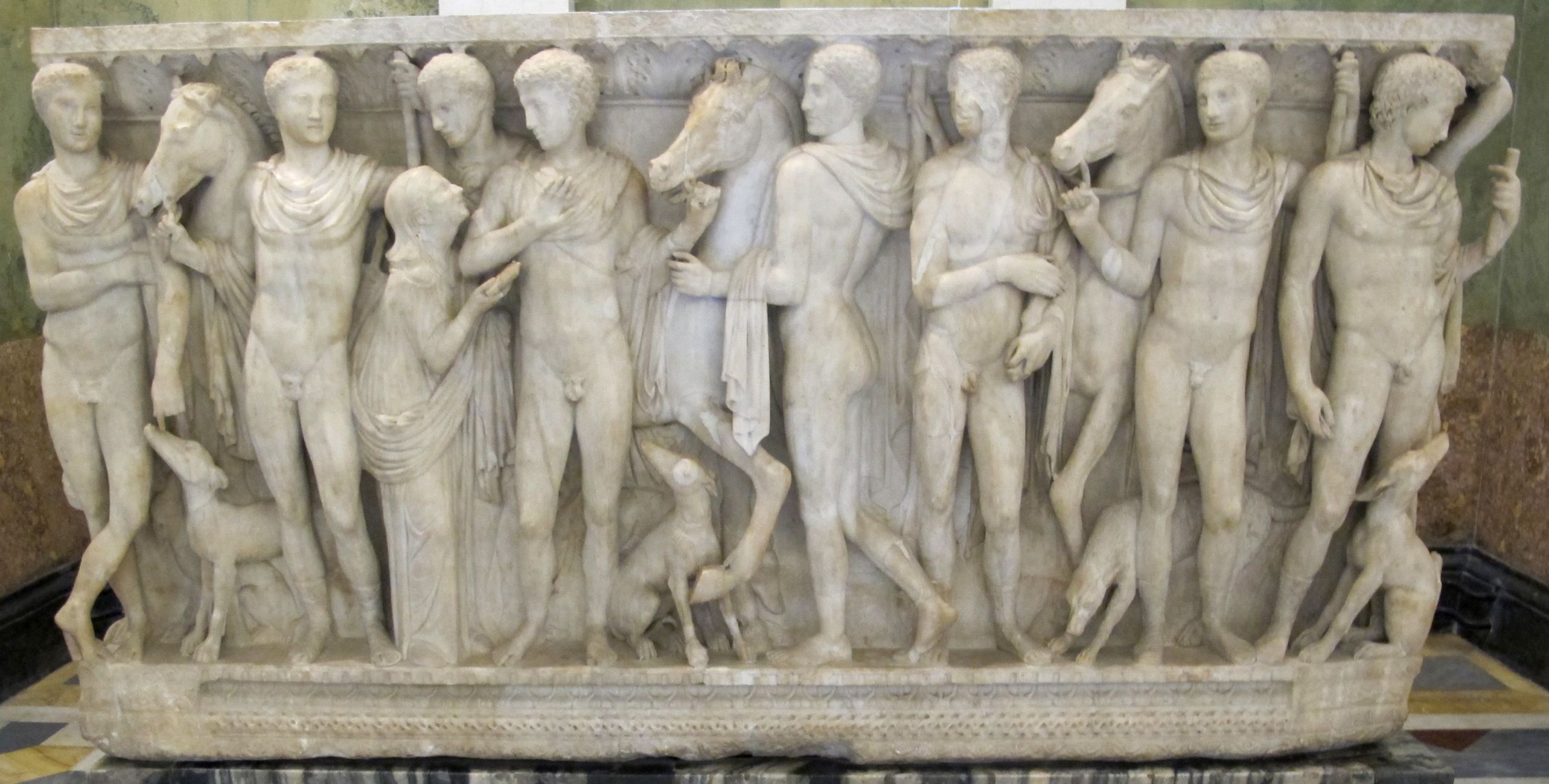
Саркофаги с фризами: саркофаг с Ипполитом из коллекции Дж. П. Кампана, маркиза ди Кавелли. Конец II векa, найден на Аврелиевой дороге. Государственный Эрмитаж

Изделия из Аттики достаточно многочисленны, их можно разделить на три подгруппы — саркофаги с кариатидами, саркофаги с фризами (обе группы — вторая половина II — начало III века нашей эры) и лареобразные саркофаги (первая половина и середина III века). Саркофаги с фризами имеют простой цоколь, узкий карниз, переходящий в фон, и рельефный фриз, непрерывной лентой украшающий ящик со всех сторон. Рельеф посвящён всегда одной теме, фигуры образуют сплошную стену, за которой не виден фон, в связи с чем изображённый сюжет читается с трудом. Движения персонажей сдержанны, можно выделить центр композиции, относительно которого рельеф справа и слева симметричен.

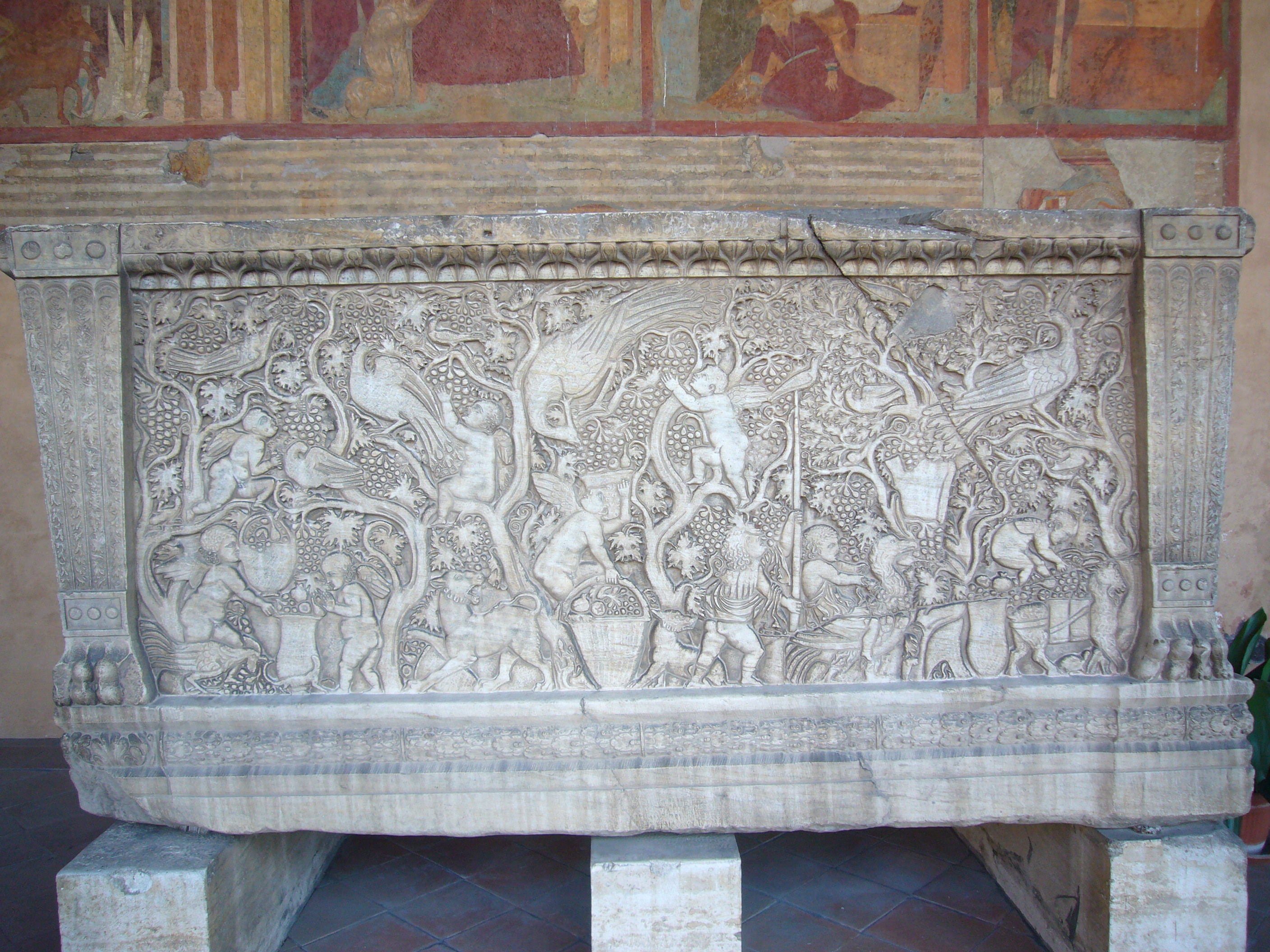
Лареобразные саркофаги: саркофаг со сбором урожая из базилики Сан-Лоренцо-фуори-ле-Мура — гробница папы Дамасия II. IV век, памятник раннего христианства

У лареобразных саркофагов ящик имеет форму ларя и не напоминает архитектурное сооружение. На лицевой и задней сторонах намечены «ножки» для крышки-ложа, заканчивающиеся львиными лапами. Стенки чаще всего украшены простым орнаментом из S-образных желобков, заполняющих пустое пространство. Сюжетного рельефа с мифологическими героями лареобразные саркофаги, как правило, не имеют. Орнамент остальных частей саркофага мелкий, исполнен в низком рельефе.
Саркофаги с кариатидами обладают ярко выраженной архитектоникой. Поверхности ящика чётко разделены на карниз, цоколь (сильно профилированные, с пышным орнаментом) и поле рельефа между ними. Роль ножек для крышки-ложа исполняют угловые фигуры, чаще всего — кариатиды (отсюда название). На цоколе под угловыми фигурами помещены небольшие изображения, обычно животных. Иногда вместо ложа крышка у саркофагов с кариатидами представляет собой черепичную крышу с акротериями (как у строгановского саркофага). Три из четырёх сторон саркофага заняты сюжетными рельефами. Сюжеты взяты из мифологии, композиции — выразительные, динамичные, даже жанровые, хорошо читаемые на плоском фоне, большое изобразительное значение имеет драпировка фигур. На задней стенке помещён построенный по принципу симметрии декоративный орнамент.
В рамках представленной классификации мирмекийский саркофаг однозначно может быть отнесён к группе аттических саркофагов с кариатидами. Аргументом в пользу подобной категоризации служит не только присутствие на саркофаге кариатид в качестве угловых фигур. Об этом говорят также и особенности членения поверхности, характер орнаментации карниза и цоколя, в том числе наличие прямоугольников с изображениями животных и эротов, расположение сюжетных и декоративного рельефов по разным сторонам ящика, свободное построение композиции сюжетных рельефов на плоском фоне.
Продукцией той же аттической мастерской, в которой был изготовлен саркофаг из Мирмекия, кроме его наиболее близких аналогов — саркофага Строгановых и саркофага из Бариле, также могут считаться уже рассматривавшийся выше саркофаг из Национального музея Бейрута, изучавшийся Карлом Робертом саркофаг из Дельф, находящийся в Лувре саркофаг из Салоник со сценами амазономахии, саркофаг с Ахиллом из Британского музея, саркофаг с Ипполитом из Стамбула.

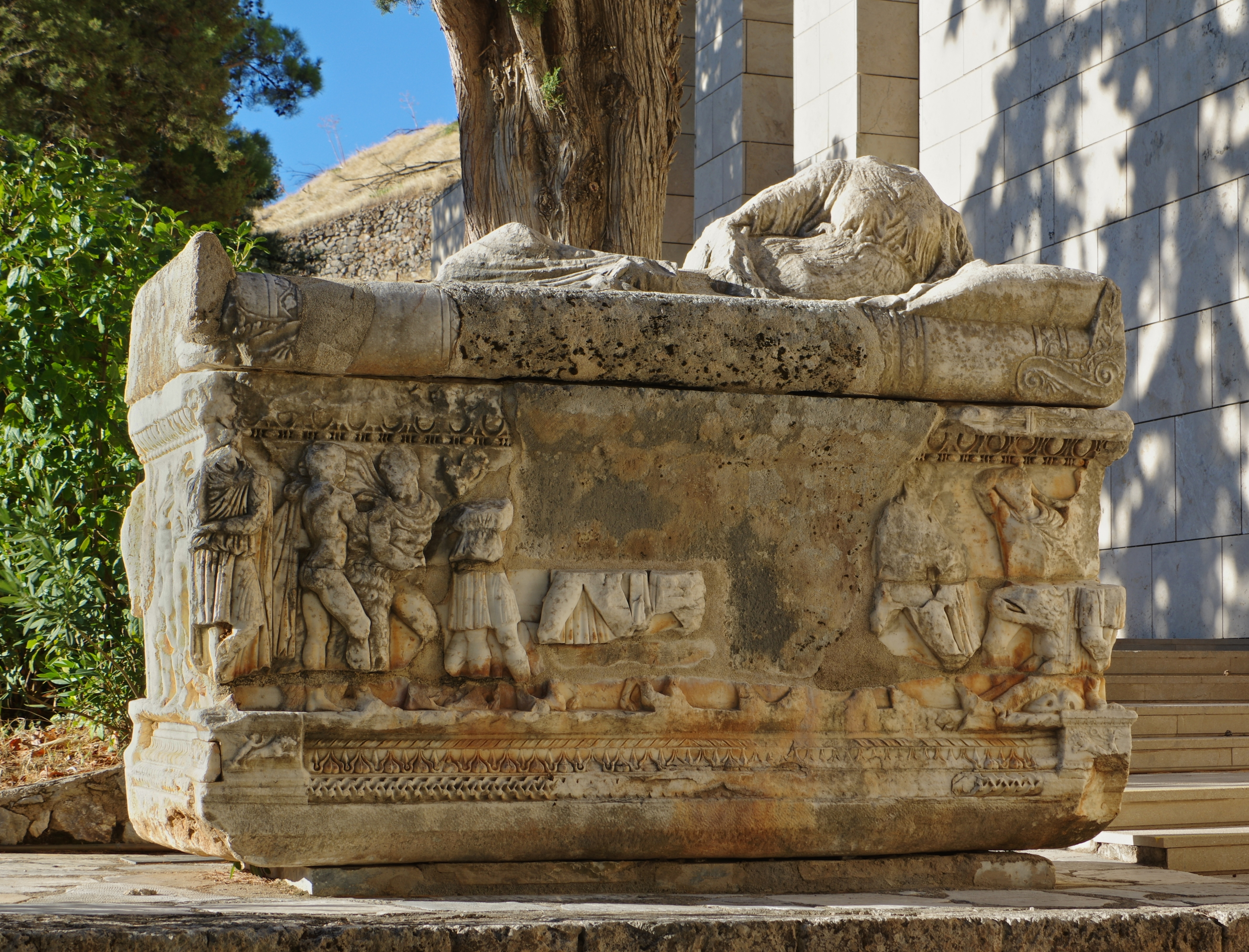
Саркофаги с кариатидами: саркофаг у входа в Археологический музей Дельф

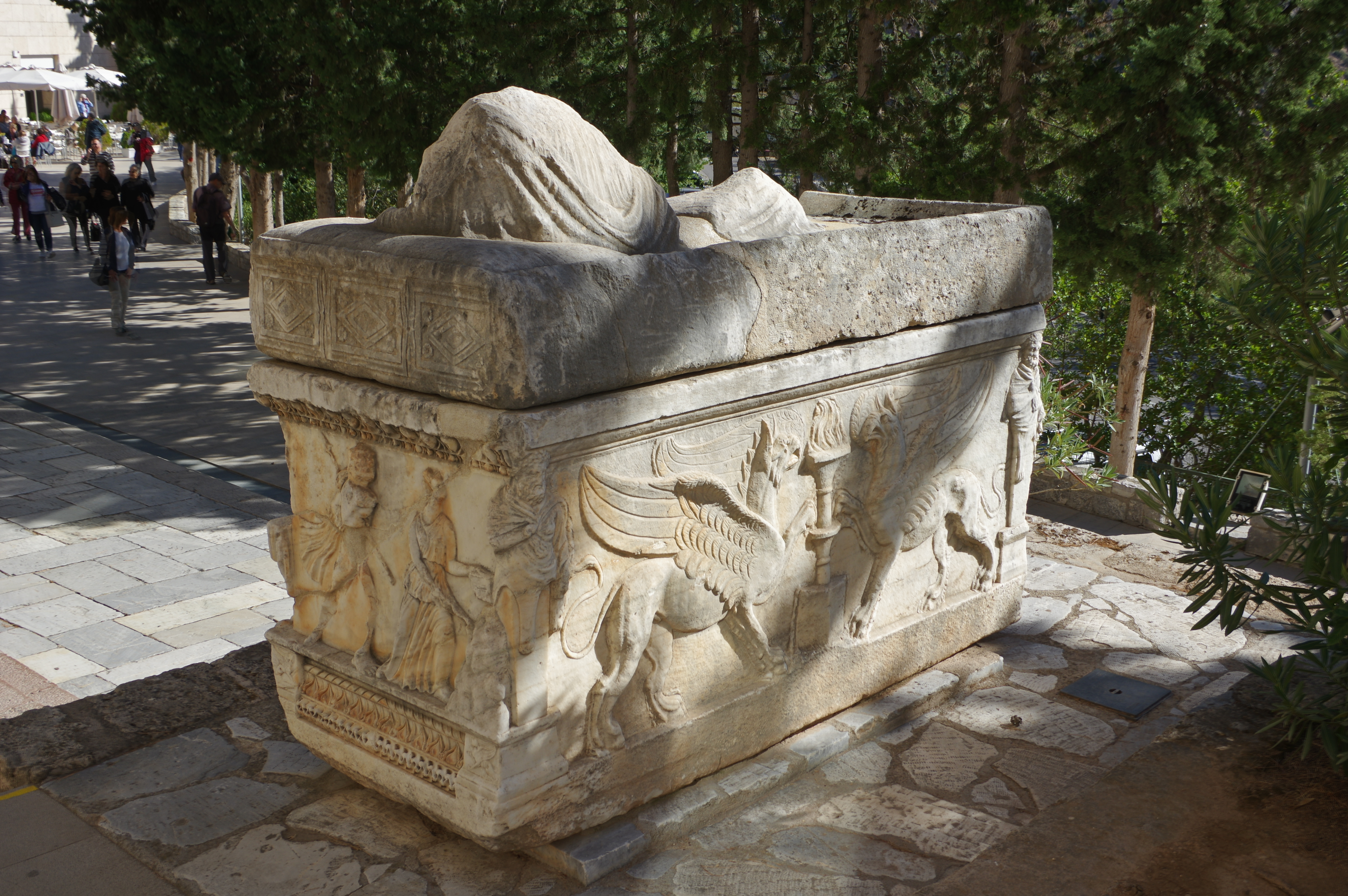
Дельфийский саркофаг, вид справа и сзади

Например, бейрутский саркофаг, который впервые описал французский археолог Эрнест Вилль в 1946—1948 годах, схож с мирмекийским не только по причине тождественности рельефов на задних стенках ящиков. Композиция на его лицевой стороне (суд над Орестом) отличается свободой поз, характеризуется чередованием стоящих и сидящих, одетых и полуобнажённых персонажей, динамизмом движений в центре и спокойствием фигур по краям, что присуще и центральному рельефу мирмекийского саркофага. В оформлении крышки-ложа повторены имеющиеся на памятнике из Мирмекия двойные волюты с пальметтами. На крышке бейрутского саркофага помещена скульптура женщины, которая своей позой, расположением складок плаща и пояса на хитоне схожа с женской фигурой на крышке мирмекийской находки. Этот саркофаг датирован серединой II века нашей эры.
Ещё одним примером изделий мастерской, производившей саркофаги с кариатидами, является саркофаг из Археологического музея Дельф, находка которого связана с раскопками, проводившимися в 1828—1831 годах по приказу И. Каподистрии, и который в начале XX века анализировал К. Роберт. Передний рельеф дельфийского саркофага построен по тому же принципу, что и рельефы мирмекийского и бейрутского саркофагов, то есть с нарастанием движения от краёв к центру композиции. Персонажи рельефов также изображены в выразительных, свободных позах, причём поза женщины на правой стенке, складки её одеяния напоминают фигуру Ахилла на лицевой стороне строгановского и мирмекийского саркофагов (на самом саркофаге из Дельф, по предположению Роберта, изображена Калидонская охота — передняя стенка сильно повреждена, в связи с чем однозначная трактовка затруднена; на задней стенке присутствует геральдическая композиция, в рамках которой два грифона стоят перед курильницей фимиама — фимиатерием).
Орнамент карниза ящика дельфийского саркофага — тот же, что и на экземпляре из Мирмекия (овы и жемчужник). Женская фигура на его крышке повторяет позы женских скульптур с мирмекийского и бейрутского саркофагов. Аналогичен и орнамент самого ложа (двойные волюты с пальметтами, поперечные полосы с завитками плюща, ромбы в прямоугольниках с розетками на торце). Карл Роберт датировал этот памятник концом II века нашей эры.
Изучавшая мирмекийский саркофаг в 1960—1970-х годах советский искусствовед Ирина Саверкина, включив его в группу так называемых саркофагов с кариатидами, производившихся в Аттике, отнесла его ко второй половине II века нашей эры. Этим же периодом датируется и ряд близких аналогов мирмекийской находки (упомянутые саркофаги из Бейрута и Дельф, строгановский саркофаг, датируемый третьей четвертью II века). Саркофаг из Мирмекия в частности и все аттические саркофаги разных типов II—III веков в целом представляют собой артефакты того экономического подъёма, всплеска культуры и искусств, который был характерен для римских провинций по всему Средиземноморью в правление императорских династий Антонинов (96—192) и Северов (193—235). В этот период происходит развитие греческой литературы, ориентированной на прежние аттические образцы литературного стиля, в Афинах восстанавливается Платоновская Академия (средний платонизм). Афины, таким образом, остаются центром культуры, сохраняющим классические традиции. При этом саркофаги с кариатидами, по мнению Саверкиной, являют собой более прогрессивное направление, чем, например, саркофаги с фризами, поскольку, следуя классическим образцам, в том числе древнегреческой архитектуры, заимствуя образы из античной живописи прежних эпох, они отличаются бо́льшей свободой композиции, ориентированы на раскрытие повествовательной стороны представленных сюжетов.
В работах второй половины XX века датировка мирмекийского саркофага была несколько уточнена. В 1972 году И. И. Саверкина предложила отнести этот памятник к 180—190-м годам. В 1982 году немецкие исследователи Гунтрам Кох и Гельмут Зихтерманн в своей работе о римских саркофагах поддержали эту датировку. Ещё одна немецкая исследовательница, Сабина Рогге, в своём каталоге аттических саркофагов 1995 года (одна из книг 9-го тома проекта «Античные рельефы на саркофагах», посвящённого саркофагам Греции и дунайских провинций) датирует эрмитажный саркофаг из Мирмекия чуть более широко — в рамках последней четверти II века нашей эры.

## Гробница на Карантинном мысу
Гробницу, в которой был найден мирмекийский саркофаг, её первый исследователь Антон Ашик описывал как состоящую из двух высеченных в скале «погребов», на глубине в 1,5 сажени (то есть, 3,2 м) от уровня земли. Погреб с большим саркофагом был тщательно высечен и оштукатурен. Дверной проём в это помещение, закрывавшийся каменной плитой, был отмечен пилястрами. Слева от первого находился второй погреб с другим мраморным саркофагом.
Фредерик Дюбуа де Монпере, осматривавший гробницу вскоре после её открытия, тоже писал о двойном склепе, добавив, что разбитый саркофаг с рельефами помещался у входа в первую камеру, где, видимо, он был брошен грабителями, пытавшимися его вытащить, но не сумевшими это сделать. О двух «подземных комнатах» в гробнице на Карантинном мысу писал и археолог П. В. Беккер, побывавший в Керчи в июле 1852 года.

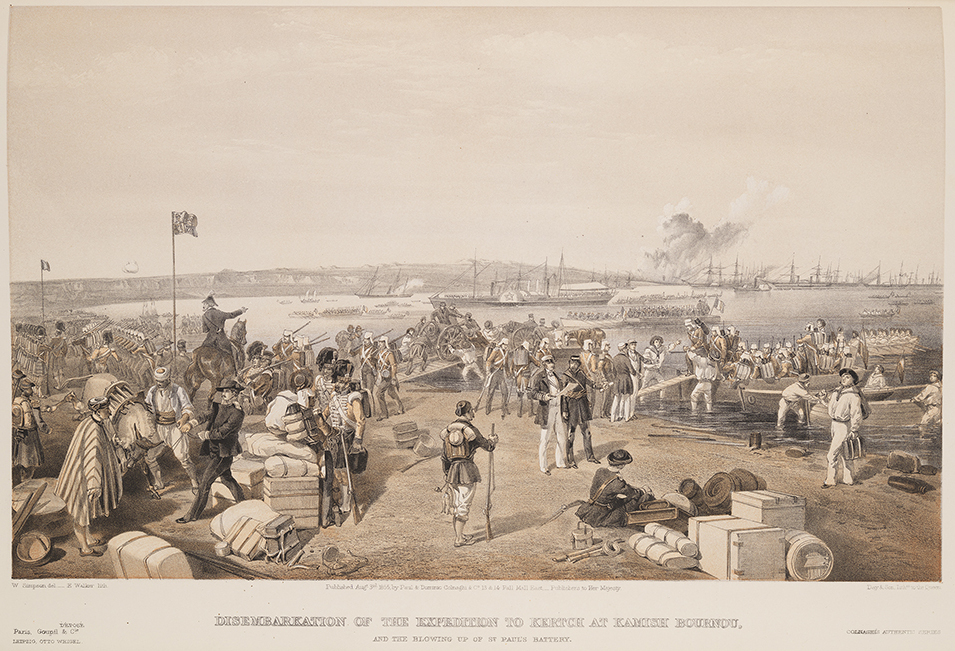
, Э. Уокер. Высадка англичан и французов у мыса Камыш-Бурун и подрыв Павловской батареи (12 мая 1855 года)

В период Крымской войны на скале у Нового Карантина в 1854 году была устроена Георгиевская, или Карантинная, артиллерийская батарея. Одно из помещений гробницы ещё до войны стало использоваться как пороховой погреб и продолжало служить в таком качестве во время боевых действий. Вход в склепы в это время осуществлялся через пристройку по лестнице. В мае 1855 года, перед захватом Керчи англо-французским флотом, пороховые погреба на батареях в окрестностях города были взорваны.
В 1927 году городище Мирмекий, благодаря хлопотам директора Керченского историко-археологического музея Ю. Ю. Марти, было передано в ведение музея, для производства археологических раскопок. В 1934 году в районе Мирмекия предполагалось строительство аэродрома, в западной части городища добывался камень, а на Карантинном мысу даже велись с этой целью взрывные работы. В связи с тем, что строительство частично затрагивало археологический памятник, под руководством В. Ф. Гайдукевича в сезон 1934 года были проведены раскопки Мирмекия на нескольких участках. В числе прочего были расчищены и изучены два склепа на Карантинном мысу, где Керченскому музею удалось вовремя остановить разработку камня.
Раскопки осложнялись тем фактом, что внутри гробницы находились обломки породы, в том числе одна глыба значительных размеров, которые, по-видимому, представляли собой остатки скального свода, обрушившегося в результате подрыва порохового погреба в 1855 году. Таким образом, первоначально помещение, вырубленное в толще скалы, имело естественный свод (а не было, например, перекрыто потолком из каменных плит), но в 1934 году оно уже было открытым сверху. Склепы были сильно загрязнены, так как использовались как отхожее место. После расчистки оказалось, что пол гробницы во всех её частях находится на одном уровне, на глубине 5,17 м от поверхности земли.
Вход в гробницу находился в её юго-западном углу, где были обнаружены следы поздней каменной лестницы, устроенной, вероятно, на месте прежнего ступенчатого спуска. Вход вёл в обширное четырёхугольное открытое пространство, длиной 4,1 м и шириной 4,8 м. Это помещение В. Ф. Гайдукевич обозначил как дромос, то есть проход непосредственно к погребениям. Дромос на момент его осмотра сохранил остатки позднейших пристроек XIX века, существовавших с тех времён, когда здесь помещался пороховой погреб (облицовка стен, остатки кладки, вырубки в стенах, следы известкового раствора).
В северной стене дромоса были вырублены два склепа (или же две погребальные камеры). Более крупная восточная (правая) камера имела форму четырёхугольника длиной 3,38 м и шириной 1,9 м, высота склепа — 1,85 м. При этом по бокам от входа в эту камеру были сделаны вырубки шириной по 0,55 м — своего рода пазы для каменной плиты, которая должна была закрывать вход в этот склеп. В полу камеры были проделаны два параллельных жёлоба, перпендикулярных по отношению к длинной стороне помещения, на расстоянии 1,98 м друг от друга. Через пол и потолок склепа проходила глубокая косая трещина. В яме, образованной ею у стены, были найдены куски мрамора. На стенах и потолке имелись следы заделки трещины известковым раствором с цемянкой (толчёным кирпичом), отличающимся от того раствора, что применялся в однозначно определяемых пристройках XIX века.
Западная (левая) камера имела меньшие размеры: длина — 2,82 м на момент осмотра склепа (первоначально его длина составляла, вероятно, 2,25 м и увеличилась за счёт обвала в задней части), ширина — от 1,07 до 1,25 м, высота — 1,85 м. Свидетельства обвала были заметны также у входа в камеру, где обрушился свод. Оштукатурен этот склеп в древности не был (остатки штукатурки на стенах исследователи гробницы отнесли к гораздо более позднему периоду, чем само помещение).

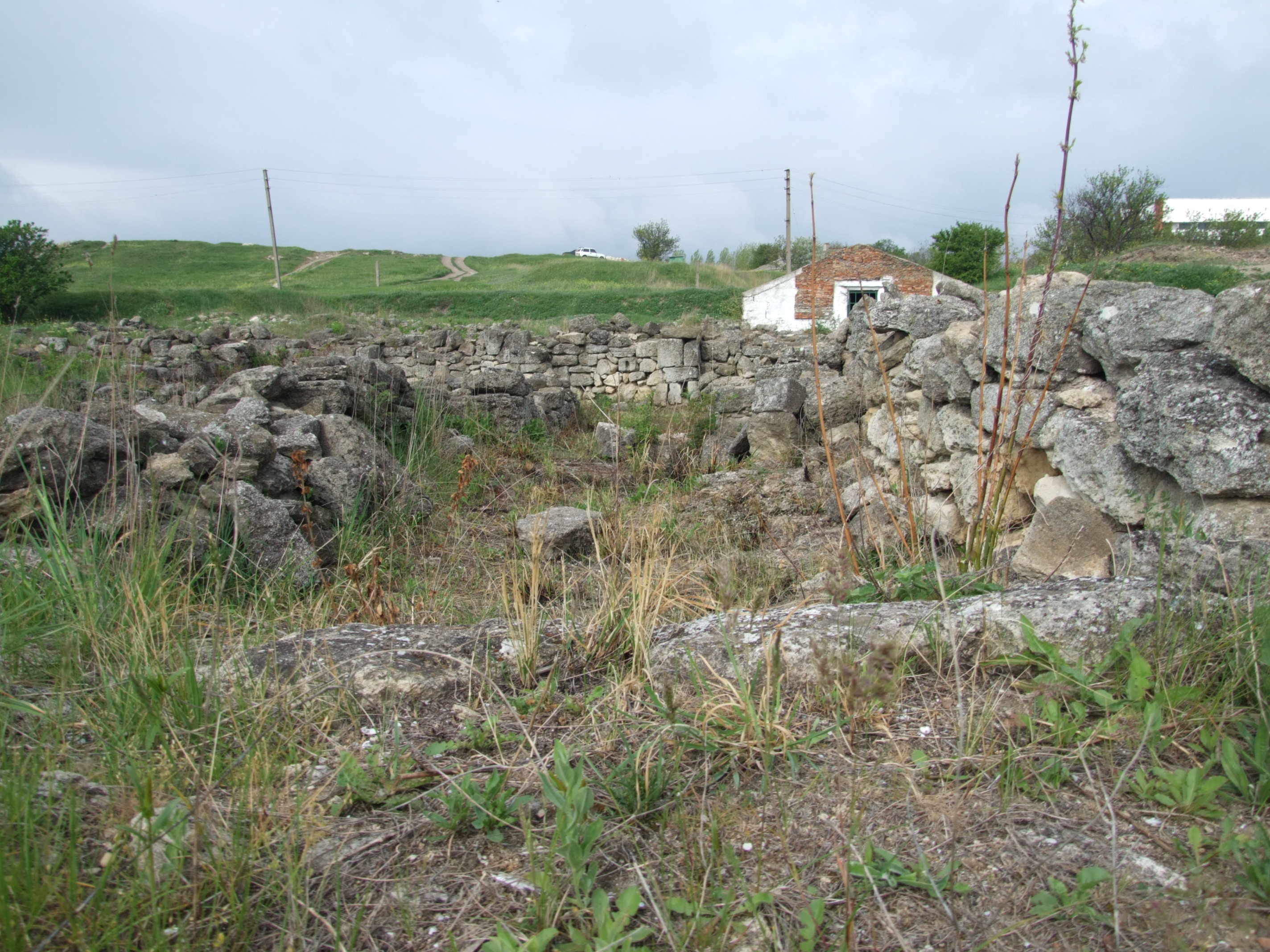
Городище Мирмекий

Исходя из описания обстоятельств находки мирмекийского саркофага А. Б. Ашиком, получается, что обломки этого погребального памятника были найдены в восточной камере, а в западной помещался второй мраморный саркофаг. Пилястры, упомянутые Ашиком — это, возможно, вырубки по бокам от входа в правый склеп. Однако В. Ф. Гайдукевич сопоставил размеры склепа с размерами эрмитажного саркофага и пришёл к выводу, что восточная камера слишком низка, чтобы саркофаг находился именно в ней (1,85 м, тогда как саркофаг имеет высоту более 2 м). По мнению П.-А. Кройца, эта камера не подходит также и по длине, с учётом вырубок при входе для закрывающей каменной плиты, и едва подходит по ширине, что делает невозможным просмотр богатых рельефов саркофага. Левый же склеп слишком мал по всем трём параметрам. Кроме того, мраморные обломки, найденные в восточной камере — крупнозернистые, с лёгким сероватым оттенком, тогда как мрамор мирмекийского саркофага — плотный, мелкозернистый, ярко-белого цвета с чуть желтоватым оттенком.
Противоречие между письменными свидетельствами и размерами помещений гробницы Виктор Гайдукевич и его коллеги объяснили тем, что, вероятно, А. Б. Ашик не видел саркофаг непосредственно на месте находки, не осматривал его сразу после обнаружения, а лишь исследовал извлечённые обломки и впоследствии искал недостающие куски, что и привело к открытию ещё нескольких фрагментов. Не зная точного места нахождения обломков в гробнице, он связал саркофаг с более крупной восточной погребальной камерой, тогда как в действительности разбитый памятник из-за своих размеров мог находиться только в одном месте — в дромосе. Подтверждением этому служит и описание Ф. Дюбуа де Монпере, явно указавшего, что саркофаг был брошен за пределами склепа, что Дюбуа объяснил действиями грабителей, пытавшихся, но не сумевших вытащить его из гробницы.
Таким образом, по версии В. Ф. Гайдукевича, малый саркофаг располагался в левой камере, а большой — в дромосе. Правый склеп на момент размещения в гробнице большого саркофага с рельефами был либо уже занят более ранним погребением, впоследствии не сохранившимся, либо не был использован потому, что строители гробницы ошиблись в расчётах и вырубили камеру меньшего размера, чем габариты доставленного из Аттики саркофага.

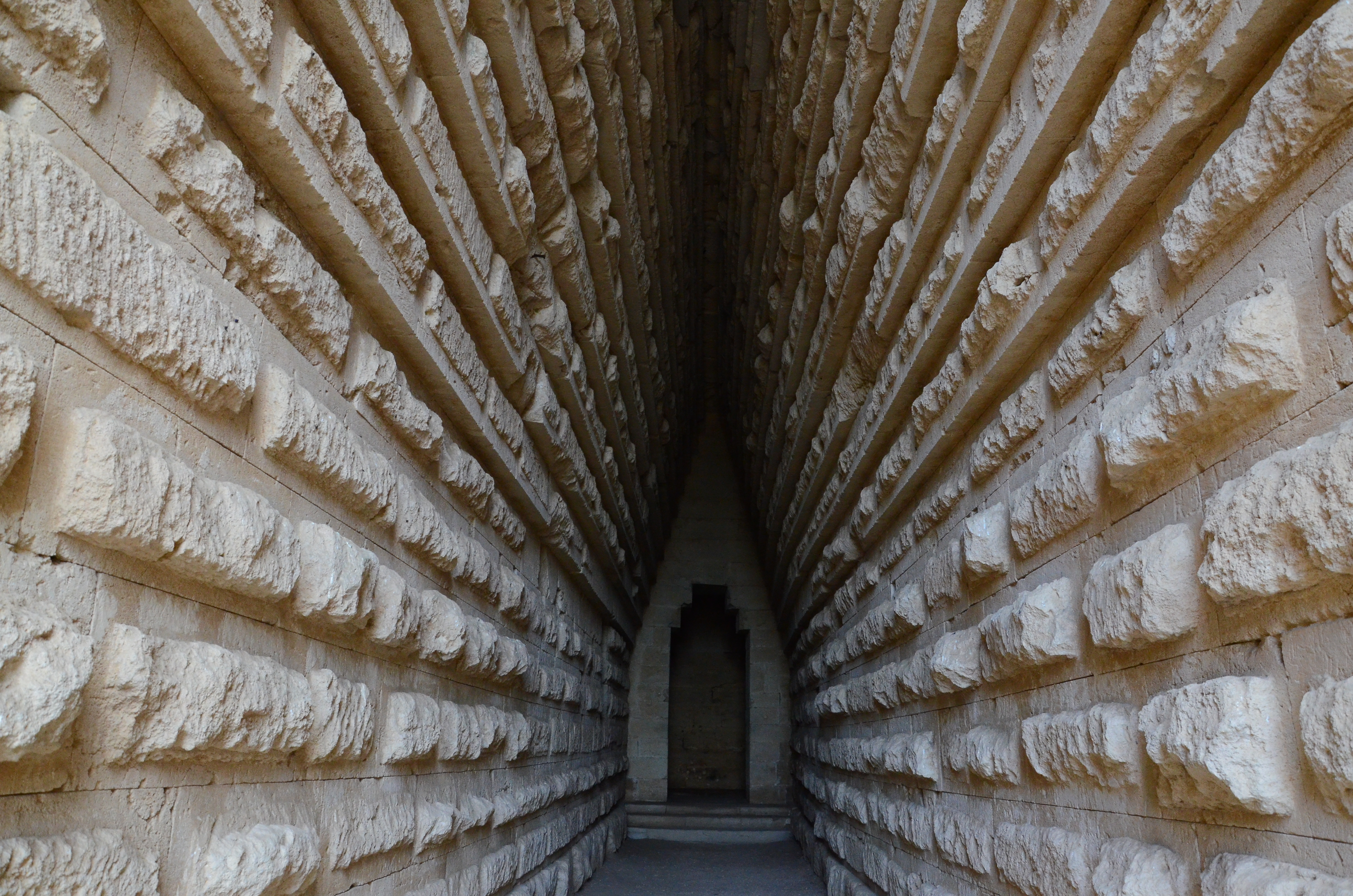
Типичный коридор-дромос. Царский курган в Керчи

Немецкий исследователь Патрик-Александр Кройц и затем Ю. А. Виноградов в публикациях начала XXI века не согласились с определением самого большого помещения гробницы как дромоса. По мнению Юрия Виноградова, дромосом следует считать спуск (лестницу) в юго-западном углу гробницы, а то, что В. Ф. Гайдукевич определил как дромос, — это главная погребальная камера многокамерного склепа («антикамера» или «зал», по определению Кройца).
По мысли авторов, писавших о гробнице на Карантинном мысу в 2010-е годы, маловероятно, что её строители ошиблись и вырубили погребальную камеру, не соответствующую по размерам саркофагу, который должен был быть в эту камеру помещён, — с одной стороны, а с другой — отвели под дромос (который обычно представлял собой лишь коридор) обширное помещение, существенно превышающее площадь двух соседних погребальных камер вместе взятых (19,7, 6,4 и 2,8 м² соответственно). Следовательно, мирмекийский саркофаг был найден там, где и должен был находиться изначально, — в главной камере гробницы.
Ю. А. Виноградов считает, что второй мраморный саркофаг размещался в более крупной восточной камере, где в 1934 году были найдены мраморные обломки. Это могло быть как более раннее, по отношению к мирмекийскому саркофагу, захоронение, так и более позднее, поскольку эрмитажный саркофаг, будучи установлен в самом просторном помещении гробницы, полностью не перекрывал проход. Западная камера могла остаться пустой либо же могла содержать погребение, не дошедшее до нас. П.-А. Кройц считает мирмекийский саркофаг вторичным погребением — притом, что конструкция гробницы изначально предполагала такое захоронение. Саркофаг стоял у западной стены, перекрывая вход в левую камеру, где, вероятно, уже был кто-то похоронен, фоном ему служила сама стена, составленная из массивных каменных блоков (так немецкий исследователь интерпретирует то, что В. Ф. Гайдукевич в своём отчёте о раскопках 1934 года определил как пристройку XIX века).

### Курган над гробницей
Важным элементом погребального комплекса на акрополе Мирмекия, который вполне однозначно увязывается с подземной гробницей под ним почти всеми авторами, писавшими про погребение на Карантинном мысу (за исключением П.-А. Кройца), являлась круглая «циклопическая» постройка на поверхности земли. С момента начала исследований Мирмекия в 1820-х годах она рассматривалась как одно из наиболее значительных и примечательных сооружений на территории городища и отмечалась в таком качестве уже на самых первых планах древнего города.

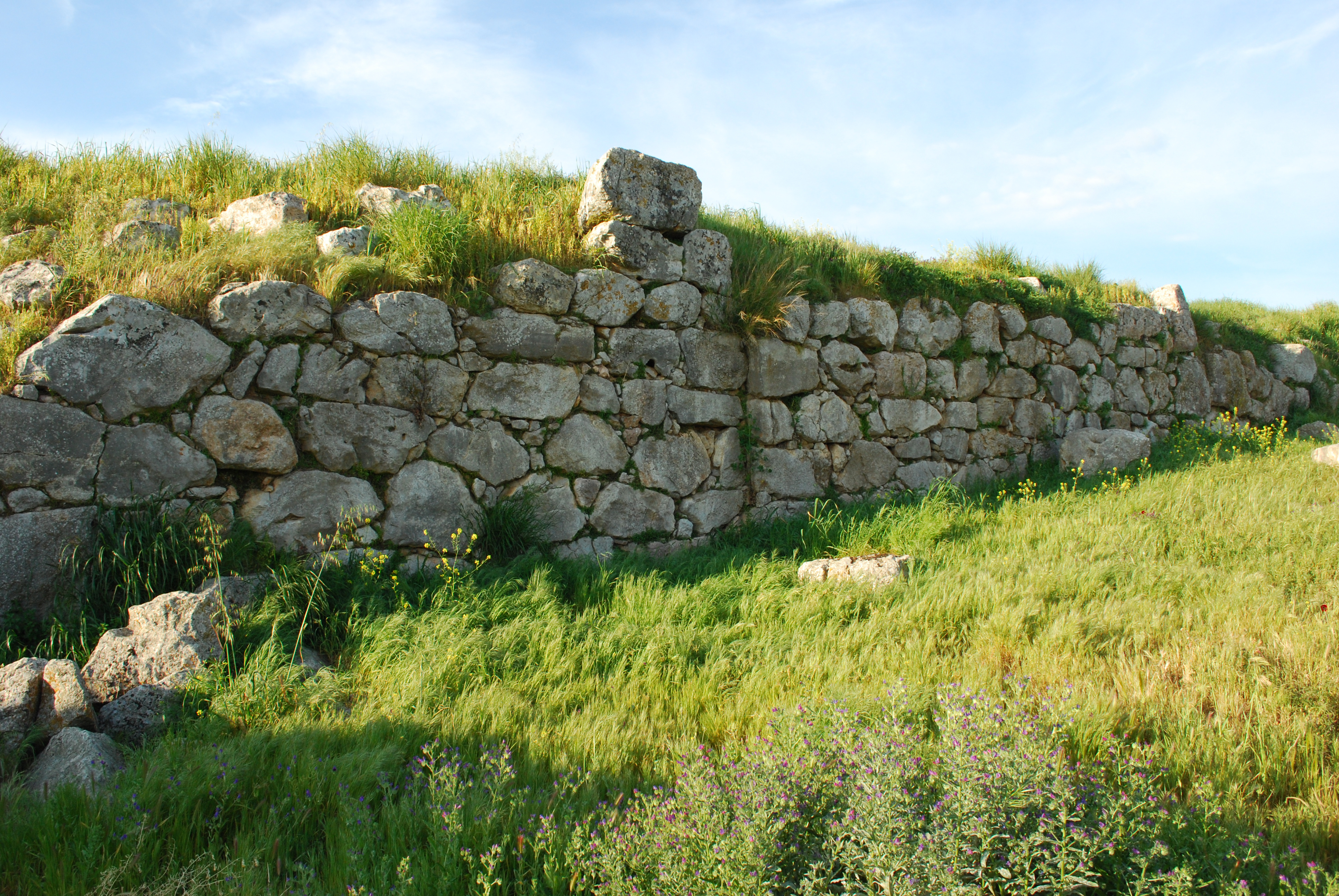
Циклопическая кладка стен Тиринфа, аналогичная кладке Золотого кургана, по мнению Э. Д. Кларка

Впервые её описал первооткрыватель Мирмекия Поль Дюбрюкс. Конструкция имела около 8—9 саженей в диаметре (17—19 м) и представляла собой круг из двух-трёх рядов тёсаных камней, плотно лежащих один на другом без какого-либо скрепляющего раствора между ними. Эти своего рода «стены» поднимались на высоту до 1,5—1,8 м и были составлены из камней длиной от 0,9 до 1,78 м, толщиной от 1 до 1,25 м и высотой от 0,53 до 0,9 м. Строение напоминало остатки башни, возможно — башни мирмекийского акрополя, хотя первоначально также была популярна версия о том, что это развалины Гераклеума — храма «скифского» (так у Дюбрюкса) Геркулеса.
После случайного открытия в 1834 году подземной гробницы с обломками мраморных саркофагов непосредственно под этим кругообразным сооружением оно однозначно стало интерпретироваться как надгробный памятник. П. Дюбрюкс и А. Б. Ашик, например, сравнивали его со «стеной», окружавшей Золотой курган — погребальный курган к западу от Керчи, примечательный тем, что со всех сторон он был обложен громадными каменными блоками неправильной формы без раствора, то есть, имел ту же самую циклопическую, по терминологии его исследователей (Д. В. Карейши и других) облицовку. Однако в отличие от Золотого кургана кладка на Карантинном мысу была не полигональной, а состояла из хорошо обтёсанных квадров известняка (хотя отчёт Ашика 1835 года в «Одесском вестнике» характеризовал эти камни как «огромные неправильные полигоны»).

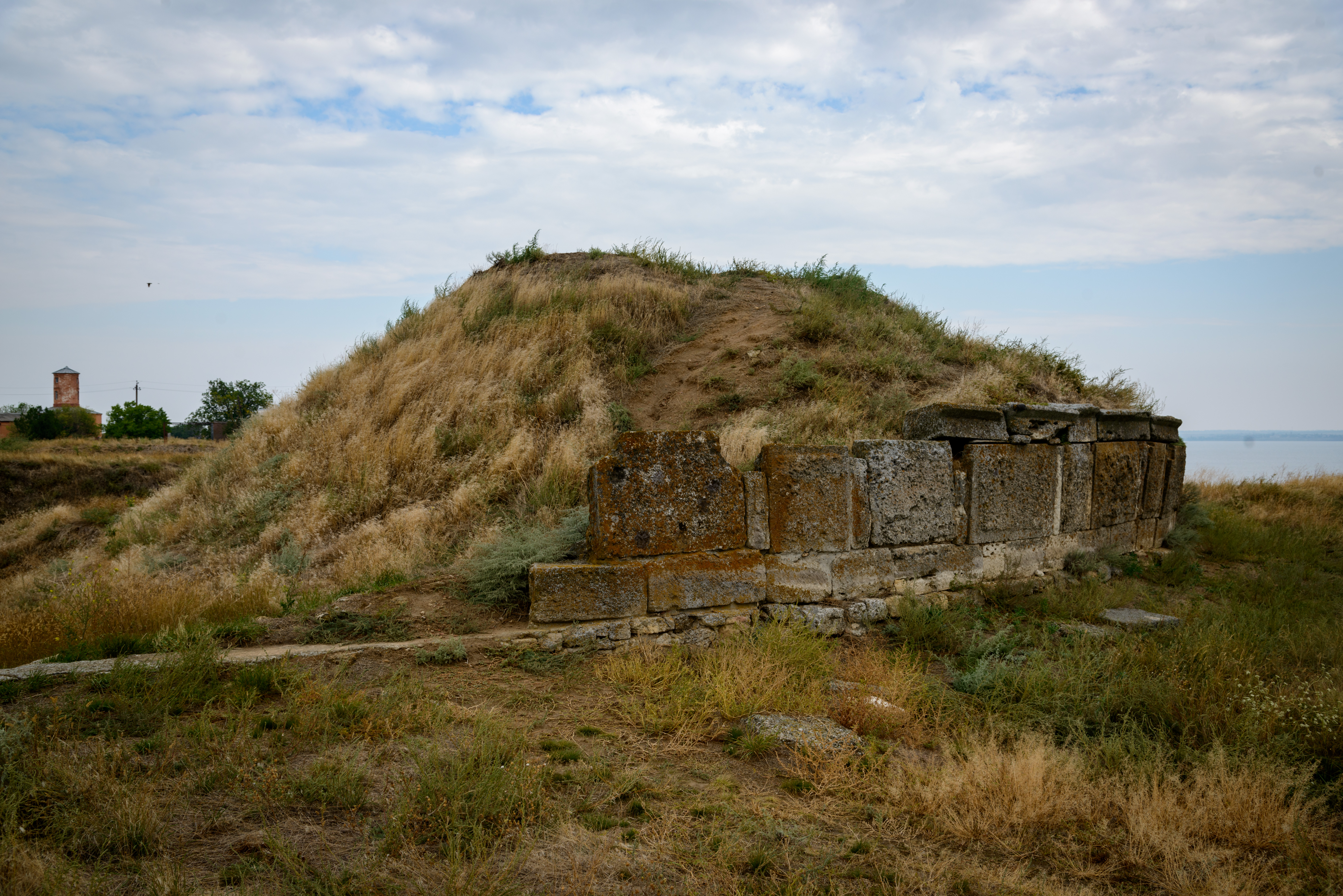
Ольвия, Зевсов курган с крепидой

Таким образом, в законченном виде погребальный комплекс на мирмекийском акрополе представлял собой, по-видимому, холм с гробницей под ним, опоясанный стеной из рустованных камней высотой не менее 2 м, которая имела ступенчатую форму и служила крепидой кургана, насыпанного над подземным склепом. Тип круглой гробницы, обложенной плитами, восходил к этрусскому тумулусу и был широко распространён как в Италии, так и в других римских провинциях. В Северном Причерноморье примеры таких гробниц встречаются в том числе и за пределами Боспора (Зевсов курган в Ольвии), а среди собственно боспорских погребений крупные и величественные курганы с крепидами широко известны.
Исследования, проведённые Мирмекийской археологической экспедицией Государственного Эрмитажа под руководством А. М. Бутягина на Карантинном мысу в 2000—2007 годах, рисуют следующую картину наземной застройки этого участка городища. К середине II века нашей эры большая часть Мирмекия была уничтожена или покинута жителями. Затем на скале выдающегося в море мыса была сооружена богатая гробница. С последней четверти века к востоку и западу от мыса вновь появляются жилища, причём постройки конца столетия содержат в своих стенах обломки более раннего архитектурного сооружения (например, ствол колонны), возможно, располагавшегося на вершине погребального кургана. Несмотря на близость новых домов к гробнице, она в тот период не была сильно повреждена.

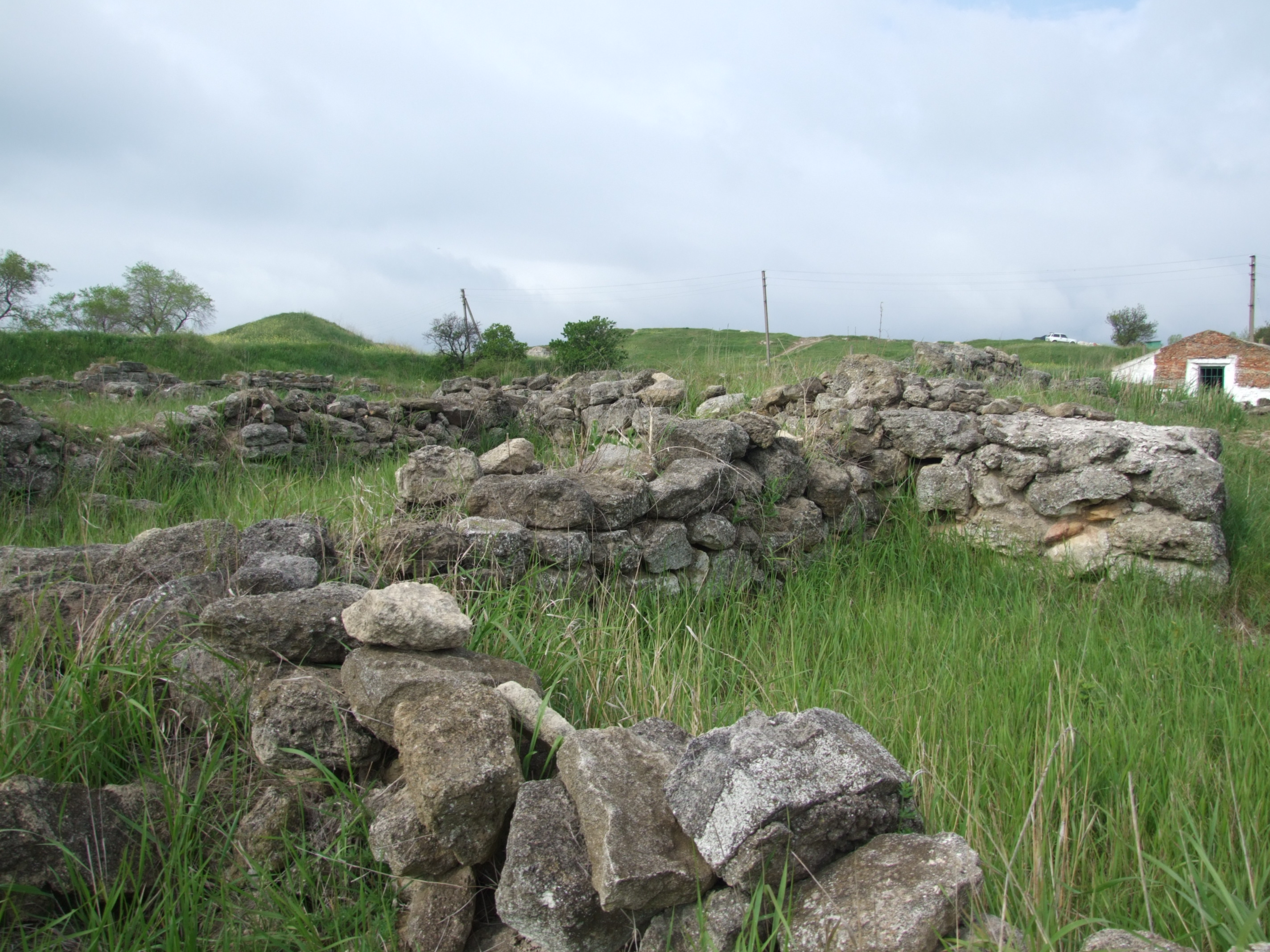
Мирмекий

В XIV—XV веках на месте древнего Мирмекия существовало генуэзское поселение Пондико. По мнению А. М. Бутягина, именно в этот период гробница была вскрыта, разграблена, а мраморный саркофаг был разбит (хотя не исключено, что гробницу грабили и раньше). В 2001 году в яме к западу от склепа, датируемой XIII—XIV веками, был найден мраморный осколок с фрагментом овы — вероятно, часть орнамента мирмекийского саркофага. В 2007 году в позднесредневековом слое у подножия скалы был найден кусочек камеи размером около 3 см², приблизительно 1/4 часть от целого украшения, содержавшего, по всей видимости, изображение кого-либо из римских императоров II века. Ввиду своей большой ценности, камея, скорее всего, находилась в гробнице с другим погребальным инвентарём и была выброшена оттуда в момент ограбления.
В генуэзский период часть блоков циклопической облицовки была использована для строительства оборонительной стены, часть обвалилась вниз по склону скалы. Над самой гробницей был возведён донжон крепости Пондико, а склеп служил его погребом. Можно предположить, таким образом, что саркофаг был разбит средневековыми строителями. Впоследствии поселение перестало существовать, башня и оборонительная стена были разрушены. В 1925 году остатки крепиды были вывезены с Карантинного мыса и использованы при строительстве мола в порту Керчи. К тому моменту, когда раскопки на мысу проводил В. Ф. Гайдукевич, от грандиозной обкладки холма никаких следов уже не осталось, единственным свидетельством служила лишь одна фотография. Гробница пострадала и во время Великой Отечественной войны. Позднейшие раскопки открыли часть рустованных блоков облицовки с напольной стороны скалы.
Ещё одним объектом погребального комплекса, возможно, был известковый массив скалы на площадке холма с южной его стороны, искусственно обработанный так, что высеченный в нём уступ напоминал сиденье. Упомянувший это импровизированное «кресло» в своём описании Мирмекия Г. И. Спасский сравнил его с аналогично вырубленной скалой на горе Опук, а В. Ф. Гайдукевич — с так называемыми «тронами богов», который встречаются близ античных гробниц и некрополей в Греции и Малой Азии. Подобные «троны» являются элементами культа мёртвых и символически предназначены для «использования» богами подземного мира.

## Личность погребённого
Ни в самом мирмекийском саркофаге, ни в гробнице на Карантинном мысу останки человека, погребённого в саркофаге, не были обнаружены. П. Дюбрюкс, а вслед за ним и Г. И. Спасский (ссылаясь на Страбона) предполагали, что в гробнице могли быть захоронены жрецы Гераклеума. Впоследствии, однако, В. Ф. Гайдукевич называл идею отождествления кругообразной циклопической постройки на вершине мыса с храмом Геркулеса «не выдерживающей критики».
Археолог П. В. Беккер в середине XIX века писал в сборнике «Пропилеи» профессора П. М. Леонтьева, что склеп, в котором был найден саркофаг, по причине своей скромной отделки принадлежал, скорее всего, просто богатому частному человеку. В начале XXI века эту мысль развил немецкий археолог П.-А. Кройц. В пользу того, что это частное погребение, говорит сам факт помещения саркофага, по версии Кройца, в уже существующую гробницу, где уже кто-то был похоронен, в качестве вторичного захоронения. Использование дорогого и богато украшенного саркофага из Аттики было лишь личной социальной стратегией конкретного представителя местной боспорской элиты. Связь величественного кургана, насыпанного на вершине мыса, с гробницей в скале под ним, по мнению немецкого исследователя, лишь гипотетическая, а не однозначно доказанная.

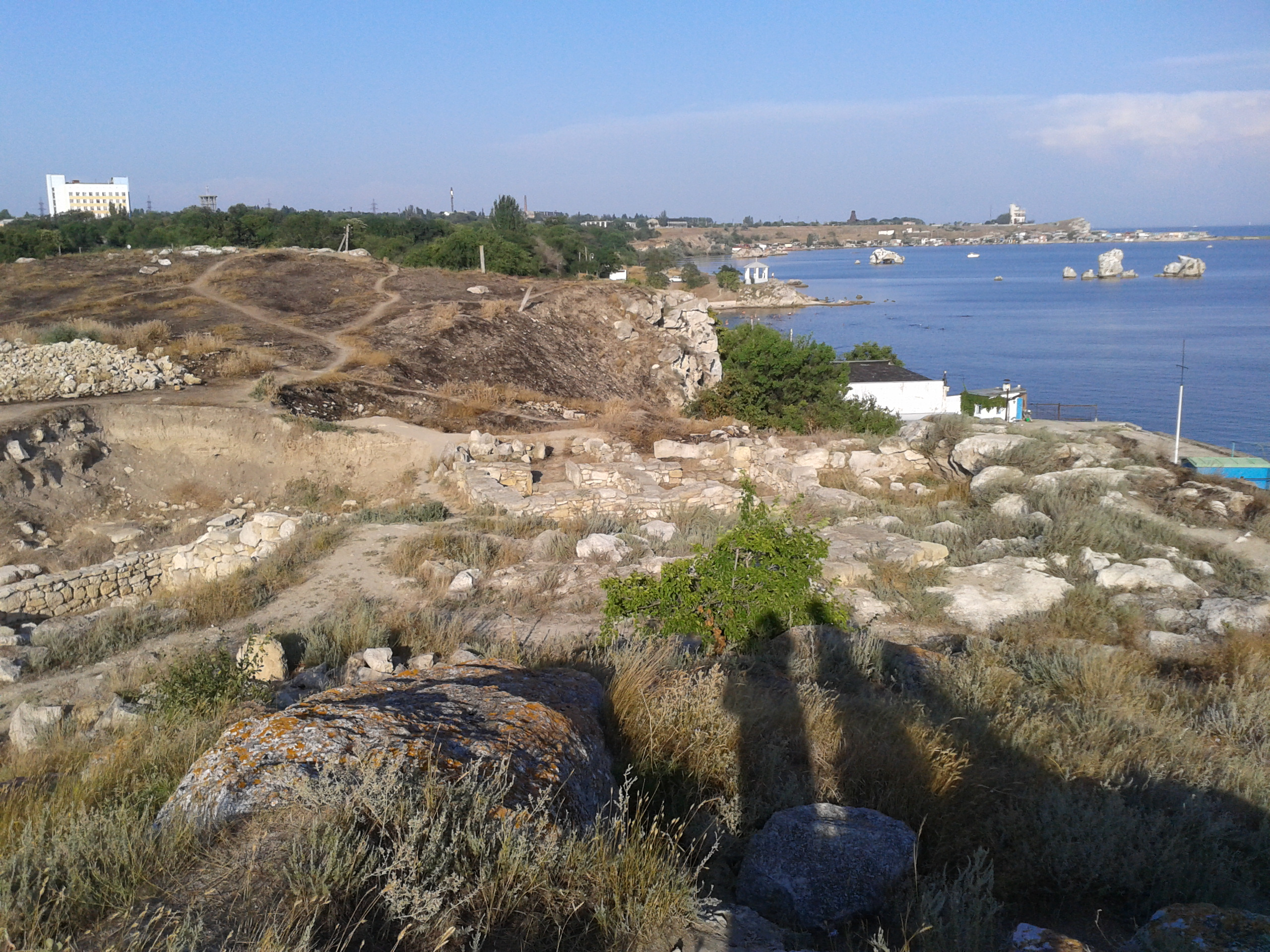
На вершине Карантинного мыса

По другой точке зрения, настолько грандиозный погребальный памятник, включавший не только подземные помещения, но и курган на поверхности, и содержавший уникальный в масштабах всего региона мраморный саркофаг, по аналогии с такими выдающимися объектами как боспорские царские курганы IV—III веков до нашей эры мог быть погребением только члена правящей династии, скорее всего — царя Боспорского царства, куда входил Мирмекий. Гробница располагалась в крайне выгодном и, вероятно, престижном месте — на вершине вдающегося в море мыса, который виден из любой точки Керченской бухты и, в частности, из столицы Боспорского государства — Пантикапея.
П.-А. Кройц считает, что вход в царскую гробницу по идеологическим соображениям должен был быть ориентирован в сторону Пантикапея с его царским дворцом, а склеп на южном склоне Карантинного мыса не удовлетворяет этим условиям, так как вход в него находится на юге и его дромос ориентирован в сторону моря. Однако исследования боспорских курганов не позволяют на текущий момент проследить подобную тенденцию в конструкции погребальных памятников (например, в могильнике Юз-Оба к югу от Пантикапея входы в погребения обращены на восток, запад или юг, но никогда на север или северо-восток).
Маловероятно, что гробница с мирмекийским саркофагом представляла собой символический памятник царю, умершему задолго до её сооружения. Исходя из искусствоведческой датировки саркофага концом II века нашей эры и археологически обоснованной датировки самой гробницы рамками этого же столетия, можно утверждать, что она принадлежала одному из боспорских царей II века. Первоначально в ней, возможно, был захоронен кто-то из членов семьи умершего — жена или ребёнок (во втором, менее крупном саркофаге).

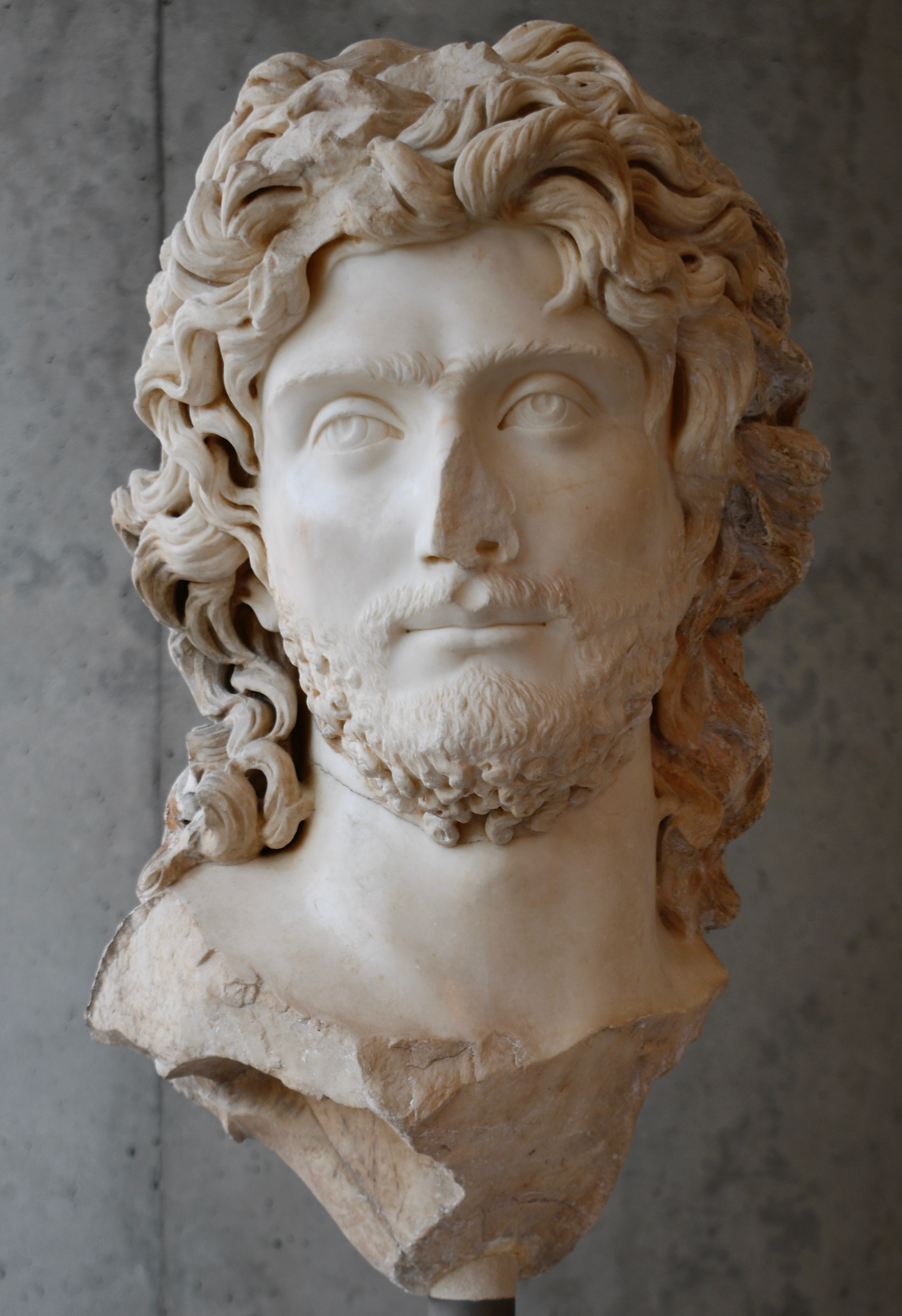
Бюст Реметалка I (либо Савромата II). Музей Акрополя, Афины

Швейцарский учёный и путешественник Фредерик Дюбуа де Монпере ещё во второй четверти XIX века, усмотрев явные параллели между мирмекийским саркофагом и саркофагом Александра Севера и Юлии Мамеи, хранящимся в Риме, предположил, что памятник из Мирмекия относится к эпохе римских императоров Адриана, Антонина Пия и Марка Аврелия. Мужская фигура на крышке саркофага, которая могла иметь портретное сходство с погребённым и у которой была отбита голова, сохранила, тем не менее, некоторые остатки бороды. Кроме того, в представлении Дюбуа фигура сидящего старца на левой стенке тоже изображала покойного, и она тоже имеет бороду. По признаку наличия бороды саркофаг, таким образом, отражает реалии периода правления династии Антонинов.

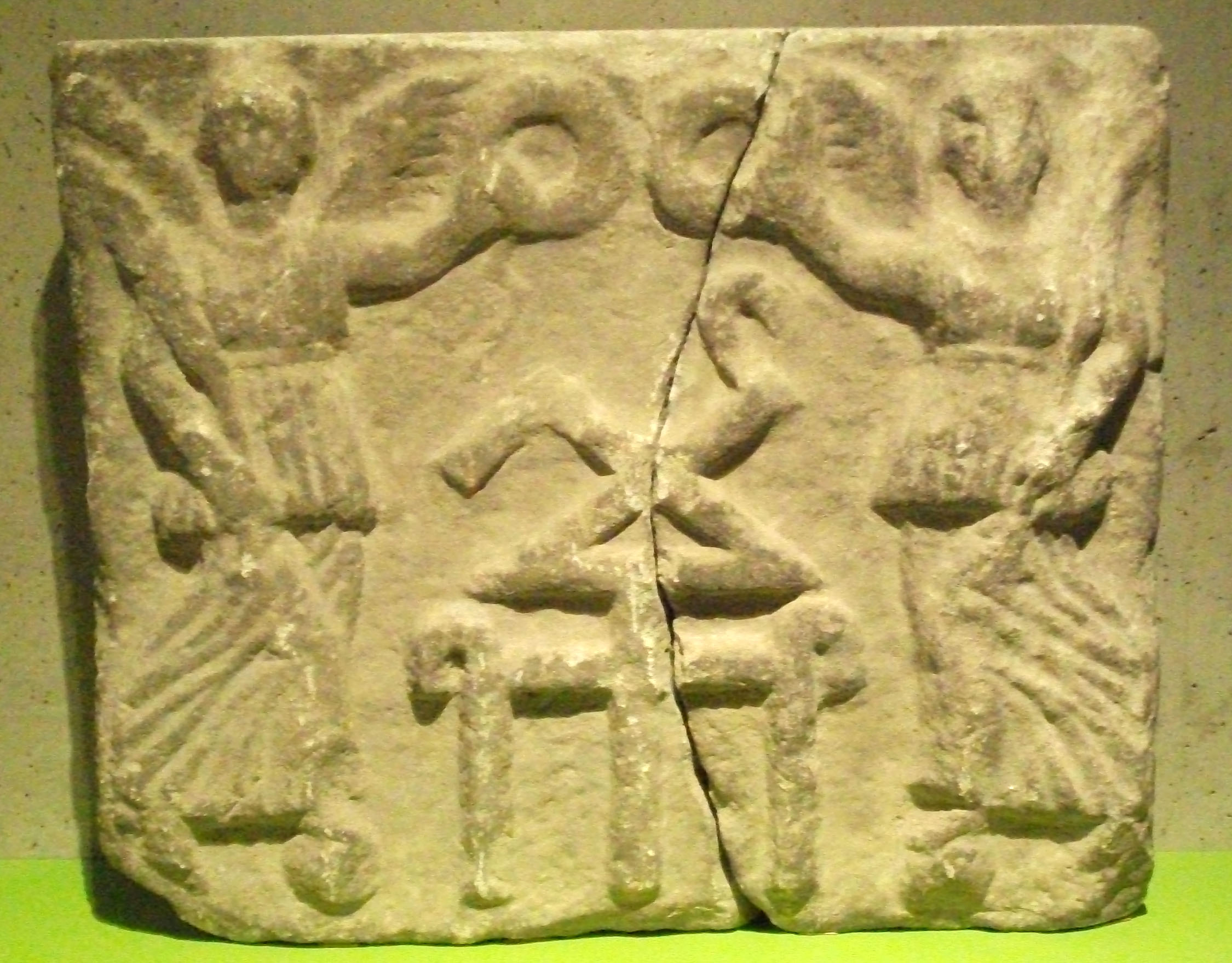
Рельеф с тамгой Тиберия Юлия Евпатора. По бокам — крылатые богини Виктории с лавровыми венками. Выставка в Бонне, Германия

Из числа боспорских царей первыми, по мнению Дюбуа де Монпере, стали носить бороды Реметалк I (131/132—153/154) и Евпатор (153/154—171/174), представители династии Тибериев Юлиев, правившие Боспором при покровительстве Римской империи (правда, по данным Г. И. Спасского, изображения на монетах показывают, что бороду носил ещё один из династов Боспора начала I века нашей эры — предположительно, Рескупорид I Аспург). Дюбуа де Монпере считал, что на саркофаге изображён Реметалк I.
Анализировавший царские изображения на боспорских монетах конца II — начала III веков Патрик-Александр Кройц писал в 2013 году, что борода действительно стала узнаваемым элементом внешности правителей Боспора (он упоминает Савромата II, Рескупорида II (III) и Котиса III), но таким же отличительным знаком были и длинные волосы, тогда как на плечах мужской скульптуры на крышке мирмекийского саркофага следы длинных волос отсутствуют. Однако ещё в 1962 году И. И. Саверкина в своём описании эрмитажного саркофага упоминала длинные волосы на спине и плечах мужской фигуры.
Историк XIX века Григорий Спасский полагал, что изображение старца на левой стороне саркофага в наибольшей степени сходно с изображением на монетах царя Тиберия Юлия Евпатора, современника Марка Аврелия. В работах российских учёных начала XXI века утверждается, что скорее всего гробница на Карантинном мысу и богатый мраморный саркофаг принадлежали либо Реметалку I, либо, что даже вероятнее, Евпатору, так как время смерти именно этих царей ближе всего к периоду сооружения гробницы и изготовления мирмекийского саркофага.

Изображения царей на монетах Боспорского царства:
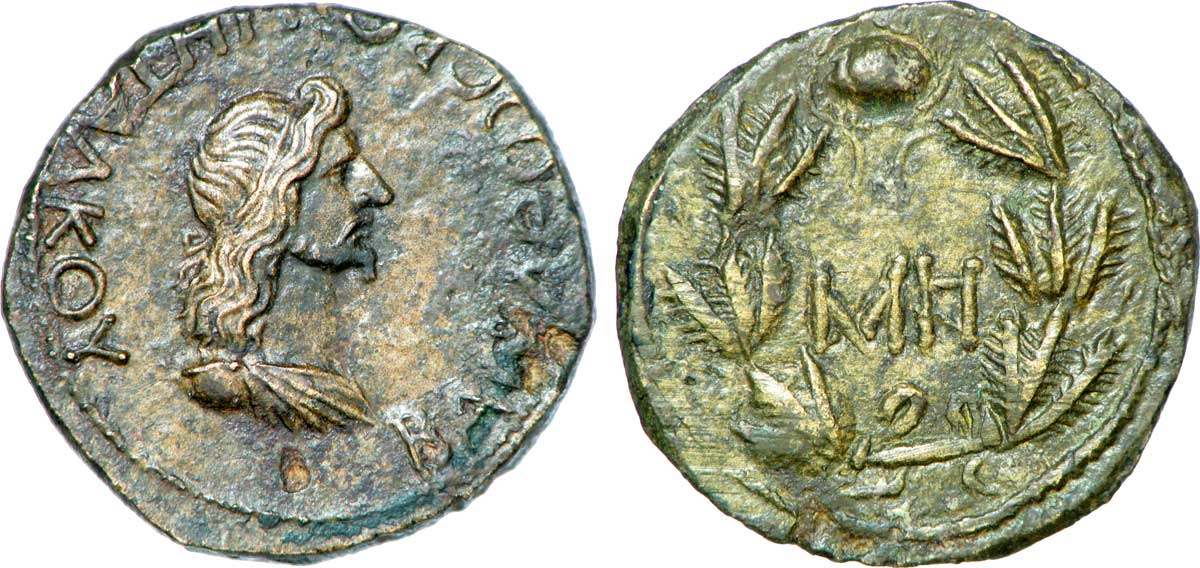
Монеты Реметалка I
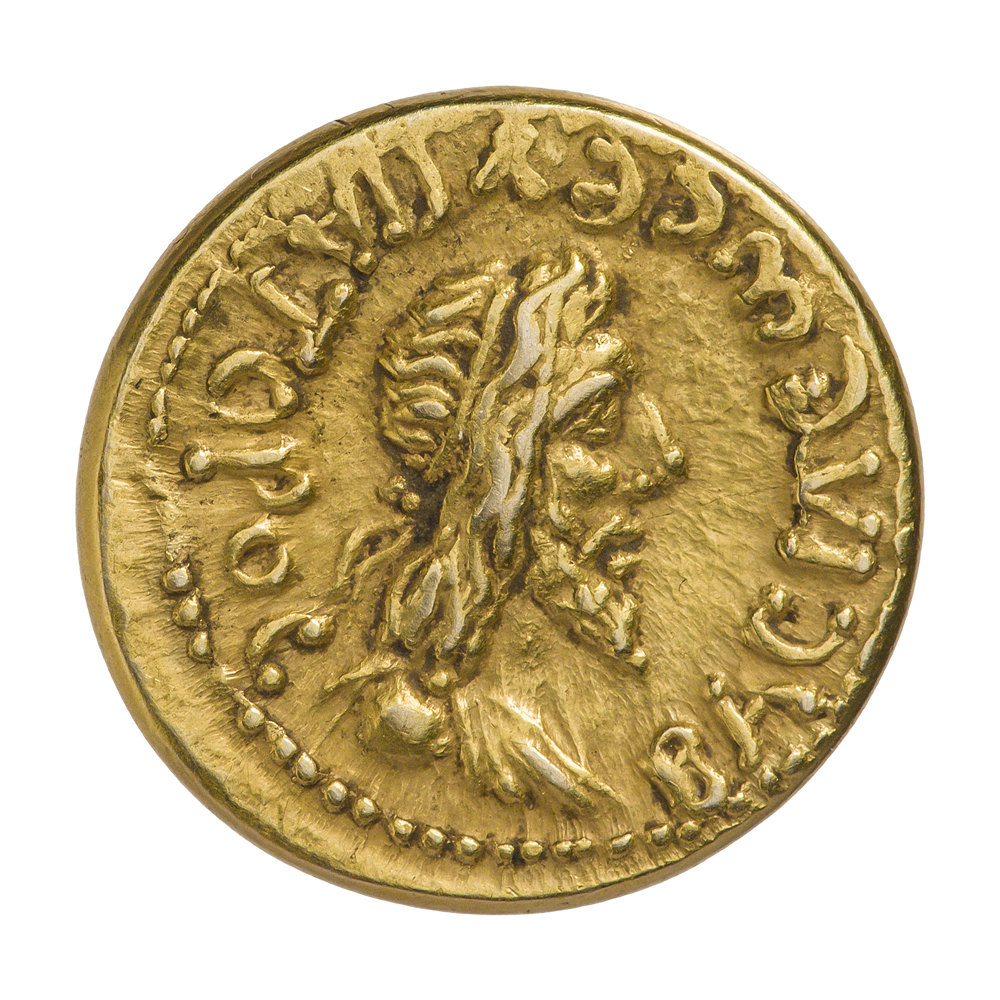
Монеты Евпатора
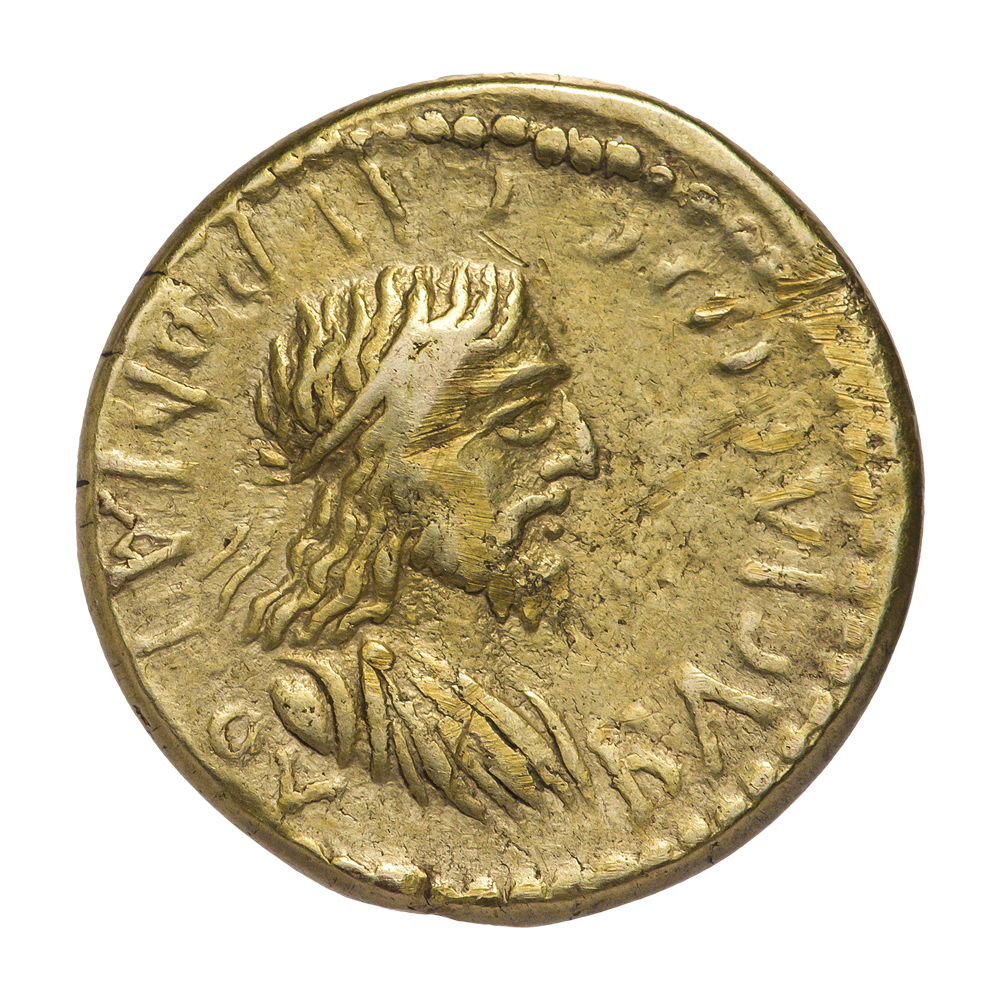
Монеты Савромата II
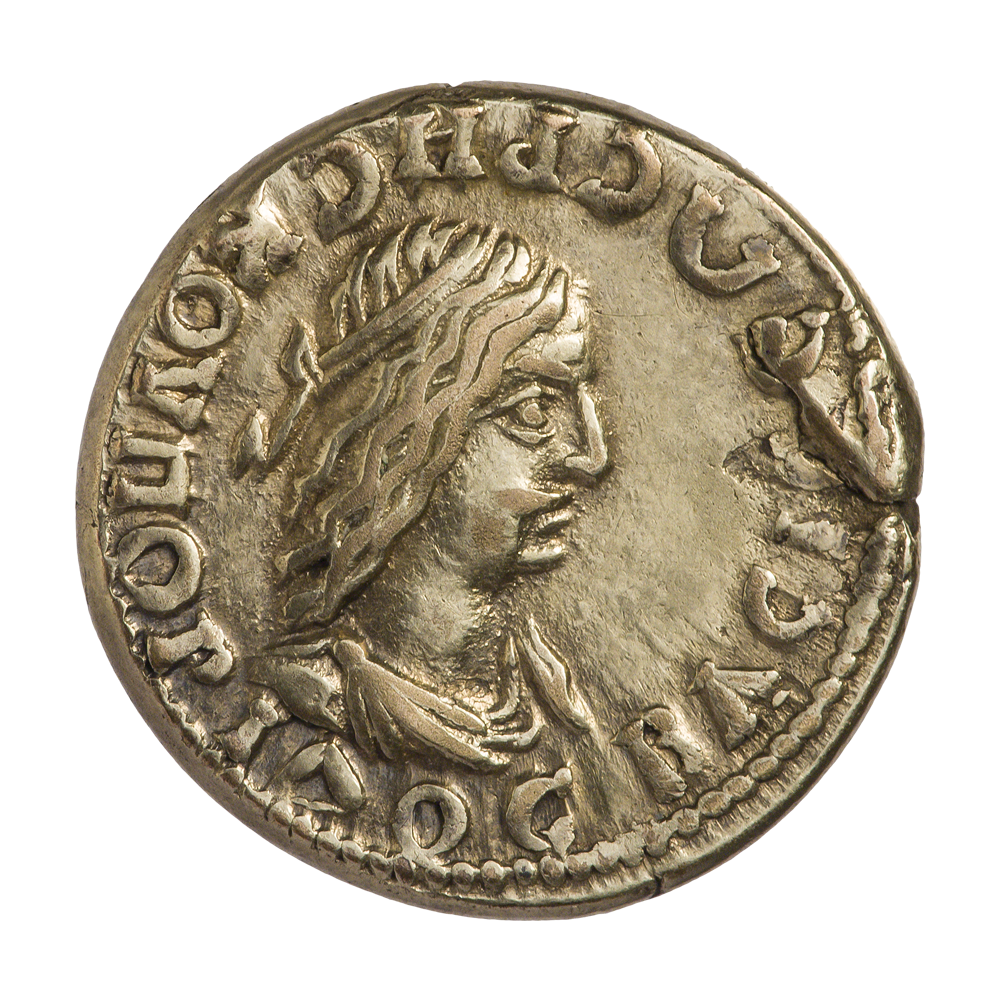
Монеты Рескупорида II (III)